# Газзаев, Валерий Георгиевич
Вале́рий Гео́ргиевич Газза́ев (род. 7 августа 1954, Орджоникидзе) — советский футболист (нападающий), советский и российский футбольный тренер, государственный и политический деятель. Мастер спорта СССР международного класса (1980), заслуженный тренер России (2005). Член Центрального совета партии «Справедливая Россия — Патриоты — За правду», депутат Государственной думы VII созыва (18 сентября 2016 — 23 сентября 2021), председатель комитета по делам национальностей Государственной думы (4 февраля 2020 — 23 сентября 2021).
Как игрок Газзаев известен по выступлениям за «Спартак» из Орджоникидзе, ростовский СКА, московские «Локомотив» и «Динамо», а также тбилисское «Динамо»; бронзовый призёр летних Олимпийских игр 1980 года в составе сборной СССР. Тренерскую карьеру начал в 1986 году, приведя в 1995 году владикавказскую «Аланию» к первому в истории титулу чемпиона России. В 2001—2003 и 2004—2008 годах Газзаев возглавлял московский ЦСКА, который под его руководством 3 раза выиграл чемпионат России, 4 раза — кубок России, а в сезоне 2004/2005 завоевал Кубок УЕФА, став первым российским клубом, выигравшим этот трофей. В 2002—2003 годах — главный тренер сборной России.
Газзаев является наиболее титулованным российским тренером по числу выигранных медалей и кубков в российской истории, а также единственным тренером-россиянином, под руководством которого был выигран европейский клубный трофей. Лауреат приза «Тренер года» по версии УЕФА по итогам сезона 2004/2005. Известен своей принципиальной позицией по отстаиванию прав российских игроков и тренеров, хотя не является абсолютным противником приглашения иностранных специалистов в российские клубы и сборную.

## Ранние годы
Валерий Георгиевич Газзаев родился 7 августа 1954 года в городе Орджоникидзе (ныне Владикавказ), столице Северо-Осетинской АССР. Отец — Георгий Христофорович Газзаев (1920—1983), уроженец Цхинвала, работал в милиции и занимался вольной борьбой; после ДТП, обернувшегося тяжёлыми травмами, вынужден был оставить службу и устроиться работать каменщиком. Мать — Ольга Семёновна, портниха. В семье также были братья Руслан (юрист, погиб 18 ноября 2006 года в автокатастрофе) и Юрий. Детство Валерий провёл во владикавказском районе Турхана. Согласно биографу А. П. Житнухину, когда Валерию исполнился год, родители, по осетинской традиции, разложили в комнате разные вещи: те предметы, которые выбирал ребёнок, подсказывали, с чем будет связана его судьба. Валерий взял маленький резиновый мячик, что родители истолковали как его желание связать жизнь с футболом. Во дворе Валерий играл вместе со своими друзьями — Георгием Хуадоновым, Русланом Цаликовым, Вениамином Фараджевым и Владимиром Такоевым.
Валерий Газзаев окончил среднюю школу № 15 г. Орджоникидзе. В футбольную школу клуба «Спартак» он попал из дворовой команды; первым его тренером был Муса Данилович Цаликов, в прошлом игрок орджоникидзевского «Спартака». Начиная с момента обучения в школе и до конца карьеры, Газзаев играл исключительно на позиции нападающего. Со слов сверстников, Газзаев тяжело переносил любые поражения, обвиняя в них других игроков, но мог перечислить все индивидуальные ошибки, совершённые игроками по ходу любого матча. Цаликов проводил тренировки, стремясь не форсировать тренировочный процесс и организовывать тренировки так, чтобы они доставляли детям удовольствие, но пресекал любое сквернословие на тренировках. Для укрепления физической силы и развития индивидуальных навыков Газзаев занимался также лёгкой атлетикой, баскетболом и волейболом.
Первую серьёзную победу Газзаев одержал вместе с командой, в которой играл и Хуадонов: в рамках детских соревнований «Кожаный мяч» их команда выиграла первенство Северо-Осетинской АССР, а Газзаев с Хуадоновым стали лучшими бомбардирами турнира. Команду намеревались направить на всесоюзные соревнования, однако из-за ряда проблем это осуществить так и не удалось.

## Игровая карьера

### «Спартак» Орджоникидзе и СКА (1970—1975)
Карьеру начинал в местном «Спартаке» в 1970 году. Весной 1971 года Газзаев собирался уйти из большого футбола после того, как, будучи игроком ДЮСШ, не попал в дубль осетинского «Спартака» из группы подготовки. Он даже поступил на агрономический факультет сельскохозяйственного института, однако тренер команды Сергей Коршунов дозаявил Газзаева в команду. Свой дебютный гол в матче за «дублёров» Газзаев забил в поединке против сверстников из ивановского «Текстильщика», заработав также и пенальти. 13 мая 1971 года Газзаев провёл первый матч в основе «Спартака». На контрольном матче юношеской сборной СССР с «дублем» московского «Динамо» на Газзаева, забившего три мяча, обратил внимание московский «Спартак», приславший от имени Николая Старостина и Никиты Симоняна предложение Газзаеву перейти в ряды «красно-белых», однако под давлением родных и близких Газзаев от этого перехода вынужден был отказаться. В дальнейшем пришедший на пост тренера орджоникидзевского «Спартака» Иван Ларин отправил Газзаева на скамью запасных.
Позже Газзаев был отчислен из сельскохозяйственного института, поскольку пропускал занятия ради участия в матчах. Он готовился к поступлению на физкультурный факультет института, но подать документы не успел и был призван в армию: проходить воинскую службу его направили в часть, дислоцировавшуюся в одном из районов Грозного, где служил полузащитник орджоникидзевского «Спартака» Хасан Мириков. В 1974 году Газзаев был приглашён на просмотр в ростовский СКА вместе с Мириковым: из более чем полусотни кандидатов на место в команде Йожефа Бецы отбор прошли меньше половины, среди которых оказался и Газзаев, игравший преимущественно в «дубле». Спустя год руководство «Спартака» из Орджоникидзе добилось возвращения Газзаева, который дал «подписку о невыезде» — обязательство находиться рядом с частью. В сезоне 1975 года Газзаев провёл 33 матча из 38, став лучшим бомбардиром команды: благодаря забитым 13 голам он получил в качестве премии «Жигули» третьей модели от тренера клуба Казбека Туаева, который ему пообещал машину в случае, если Газзаев отличится минимум 10 раз.

### «Локомотив» Москва (1976—1978)
В 1976 году начались переговоры о переходе Газзаева в московский «Локомотив», который только вышел в Высшую лигу СССР: игроком всерьёз заинтересовался тренер клуба Игорь Волчок. Туаев не был готов расстаться с игроком, рассчитывая отпустить его в московские «Динамо» или «Спартак», но руководство «железнодорожников» готово было пойти на всё ради приобретения Газзаева. Тренер «Локомотива» Глебов угрожал обнародовать список футболистов «Спартака» из Орджоникидзе, которые незаконно получали доплату, если Туаев не отдаст футболиста. Решающим оказалось слово министра путей сообщения Бориса Бещева, который пообещал эшелон железной руды для нужд Северо-Осетинской АССР в обмен на переход Газзаева в «Локомотив». Газзаев перешёл в московскую команду зимой 1976 года.
Дебютная игра Газзаева состоялась 4 апреля 1976 года против ворошиловградской «Зари», а в игре против московского «Торпедо» он забил свой первый гол за «Локомотив». Во время игры за «железнодорожников» Газзаев подружился с Юрием Сёминым. Волчок вводил ряд положений «тотального футбола» в схему игры команды, которая не предусматривала наличие ярко выраженных фланговых нападающих или постоянных позиций у обоих форвардов, чтобы раскрыть максимально потенциал имеющихся в его распоряжении игроков. По технике, скорости и игровым качествам Газзаев, по словам Сёмина, не уступал более возрастным игрокам «Локомотива», также он отличался крайне высокой напористостью на поле и характером бойца. У Газзаева были сложные отношения с Волчком, который называл его «дикарём» в плане футбола и даже считал неуправляемым. Газзаев, с его собственных слов, четыре раза уезжал из Москвы домой, и все четыре раза за ним тренеры ездили, чтобы вернуть его на базу. Отношения с Волчком удалось улучшить после того, как в команду перешёл Гиви Нодия, четырежды ставший бронзовым призёром чемпионата СССР с тбилисским «Динамо» и мечтавший выиграть золотые медали: в воспитательных целях Нодию и Газзаева поселили в одной комнате на тренировочной базе в Баковке, что сделало Газзаева более сдержанным и вдумчивым на поле и прилежным на тренировках, а также пробудило интерес к тактическому анализу игр. Газзаев стал даже называть Нодию своим кумиром.
По итогам осеннего чемпионата СССР 1976 года «Локомотив» занял 6-е место, в следующем сезоне команда стала играть намного хуже: игроков обвиняли в сдаче матчей, а Игорь Волчок уступил пост старшему тренеру Виктору Марьенко, при котором игра клуба разладилась ещё больше, а Газзаев не мог подстроиться под его методы управления. В 1977 году после турне «Локомотива» по Турции клуб «Фенербахче» всерьёз заинтересовался Газзаевым и даже направил к нему делегацию, предлагая ему колоссальную по тем временам сумму в размере 1,5 млн долларов в обмен на переход в турецкую команду, однако Газзаев отказался от их предложения.

### «Динамо» Москва (1979—1985)
Газзаеву предлагал перейти в стан «Спартака» лично Константин Бесков, однако ещё до этого футболист дал знать, что намеревается перейти в московское «Динамо». Осенью 1978 года тренер «динамовцев» Александр Севидов пригласил на просмотр Газзаева, который должен был помочь команде пережить смену поколений и стать одним из ключевых игроков в новом составе, намеревавшемся выиграть следующее первенство СССР. Во многом работа Газзаева под руководством Севидова помогла ему в будущем стать командным игроком, а сам тренер видел его в роли капитана клуба. Подготовка к чемпионату СССР 1979 года складывалась для динамовцев крайне удачно: клуб успешно провёл кубковые игры зонального турнира в Чимкенте и обыграл в четвертьфинале Кубка СССР московский «Спартак» со счётом 3:0. В мае 1979 года Севидов был уволен с поста главного тренера по доносу: во время товарищеского турнира в США, в ходе которого динамовцы провели ряд встреч по мини-футболу и разгромно проиграли, он встретился с советским эмигрантом Семёном Кацем, в прошлом автомехаником, который ремонтировал автомобили игроков киевского «Динамо» и любил футбол. Севидов и Кац после одного из матчей засиделись в ресторане, что в клубе расценили как неблаговидный поступок, и начальник «Динамо» Анатолий Родионов инициировал публичное разбирательство по делу Севидова, имевшего звание подполковника МВД. Из игроков в защиту Севидова публично выступил только Газзаев, который осудил одноклубников и пригрозил уйти из команды в случае увольнения Севидова. Через двое суток Газзаева убедили остаться в команде, однако Севидова всё же уволили, а результаты клуба при его преемниках значительно ухудшились: несколько сменившихся тренеров предлагали разные подходы к игре, которые не приносили эффективность.
Первоначальные успехи 1979 года были перечёркнуты потерями очков в чемпионате СССР, которые оставили динамовцев на 5-м месте, а в финале Кубка СССР против тбилисского «Динамо», проходившем в «Лужниках» при 65 тысячах зрителей, при счёте 0:0 после основного и дополнительного времени была назначена серия пенальти. При счёте 5:4 в пользу тбилисцев к 11-метровой отметке подошёл Газзаев, однако его удар парировал вратарь, что и лишило москвичей Кубка СССР. Болельщики освистали Газзаева за промах и в дальнейшем не раз припоминали ему это: за всю свою карьеру Газзаев восемь раз пробивал пенальти, забив только четыре раза. В Чемпионате СССР 1981 года после очередного неудачного сезона команду возглавил Вячеслав Соловьёв: костяк его команды составили игроки, работавшие с Севидовым, и клуб сумел занять 4-е место, отстав на два очка от бронзового призёра — тбилисского «Динамо» — и на четыре от занявшего второе место московского «Спартака». В связи с конфликтами с тренерским штабом из команды ушли очень многие игроки, среди которых были Александр Бубнов и Владимир Пильгуй. За эти годы отсутствия Севидова Газзаев был крайне эффективным на поле: в 1979—1981 годах он отличился 34 раза, причём 29 из этих голов приносили команде турнирные очки.
В 1982 году команда заняла 11-е место в чемпионате СССР, снова показав неубедительную игру: апофеозом стало домашнее поражение от минского «Динамо» со счётом 0:7, и в конце 1983 года руководство Центрального совета «Динамо» обратилось к Александру Севидову с просьбой вернуться на пост главного тренера, которую тот принял. Пост тренера Севидов занял на следующий год: с его приходом Газзаев пережил эмоциональный подъём, пришедшийся на финал Кубка СССР 1984 года, в котором был обыгран ленинградский «Зенит». Оба гола были забиты в овертайме: на 97-й минуте Газзаев после подачи Александра Бородюка головой в падении открыл счёт в матче, а на 116-й минуте, обыграв на фланге двух защитников, сам сделал голевой навес на Бородюка. Газзаев отметился пятью мячами в рамках Кубка обладателей кубков УЕФА 1984/1985 и даже оформил хет-трик (один раз забил с пенальти) в ответной встрече первого раунда против югославского «Хайдука» из Сплита, завершившегося победой 5:2 (в первой встрече «динамовцы» победили 1:0). Команда в итоге дошла до стадии полуфинала, проиграв венскому «Рапиду» по сумме двух матчей 2:4, причём в первом матче при счёте 1:0 в пользу «Динамо» Севидов не принял предложение Газзаева убрать с поля Юрия Пудышева и Александра Бородюка, и именно по их вине были пропущены два гола. Позже Севидов всё же убрал игроков, но сделал это слишком поздно: на кураже австрийцы забили третий гол. «Динамо» показывало посредственную игру в чемпионате СССР в связи с медленной сменой поколений и едва не вылетело из Высшей лиги.
Сезон 1985 года начинался для «Динамо» также более или менее сносно: 14 мая была одержана гостевая победа над традиционно неуступчивым «Жальгирисом» 5:1. Всё изменилось 27 мая в игре против ростовского СКА, когда «динамовцы», ведя 3:0, сенсационно проиграли 3:4 — с учётом слухов о якобы договорном характере матча это поражение предрешило отставку Севидова. Даже несмотря на то, что 22 июня Валерий Газзаев в матче против харьковского «Металлиста» забил свой сотый гол в карьере (снова с пенальти), его дальнейшие перспективы оказались под угрозой в связи с отставкой Севидова и заменой на его помощника Эдуарда Малофеева, с которым у Газзаева не сложились отношения ещё в олимпийской сборной. По ходу своей карьеры Газзаев страдал от последствий хронического заболевания верхних дыхательных путей, вызванного пристрастием к табакокурению, и несколько раз ложился в ЦИТО, из-за чего вынужден был чаще покидать расположение «Динамо». Холодные отношения Газзаева и Малофеева привели к тому, что сезон 1985 года для Газзаева стал последним в московском «Динамо»: поводом для ухода Газзаева из команды стал матч 26 июня против ереванского «Арарата», когда Газзаев по решению Эдуарда Малофеева неожиданно был заменён на Сергея Стукашова и бурно отреагировал на это решение тренера, на следующий же день написав заявление об уходе команды. Как позже выяснилось, Малофеев предупредил ещё в начале своей работы руководство ЦС «Динамо», что не может работать с командой в связи с крайне большим авторитетом Газзаева. Руководство клуба предложило Газзаеву должность начальника отдела футбола и хоккея Центрального совета, а Малофеев — пост начальника команды, но Газзаев проигнорировал эти предложения. В том сезоне «динамовцы» стали серебряными призёрами, однако через год выдали крайне неубедительный отрезок матчей, что привело к отставке Малофеева.

### «Динамо» Тбилиси (1986)
Через полгода Газзаев, думавший о завершении карьеры, принял приглашение Владимира Гуцаева и в 1986 году перешёл в тбилисское «Динамо», которое возглавлял Нодар Ахалкаци. Свой переход Газзаев мотивировал желанием играть в футбол только в команде Высшей лиги, не принимая ни предложение стать играющим тренером, ни предложения от клубов из низших лиг. Для восстановления формы он решил сбросить лишний вес, для чего по два часа в день тренировался под руководством серебряного призёра Олимпиад Мельбурна и Рима по лёгкой атлетике Леонида Бартенева. К концу четвёртой недели тренировок Газзаев пробегал 30 метров за 3,7 секунды и на сборах появился в превосходной физической форме.
Во время подготовки к сезону в команде разгорелись несколько конфликтов: ряд ветеранов в лице Владимира Гуцаева, Рамаза Шенгелии и Реваза Челебадзе выражали протест против своей отправки во второй состав, поскольку Нодар Ахалкаци выпускал попеременно в связку с Газзаевым молодых Гию Гурули или Михаила Месхи-младшего. Гуцаев даже грозился покинуть команду, но вскоре передумал. В сезоне 1986 года Газзаев сыграл 12 матчей и забил 6 голов, но на его форму во многом повлияло ослабленное заболеванием дыхательных путей здоровье. Окончательное завершение Газзаевым игровой карьеры было связано с очередным конфликтом: после кубкового матча против «Ростсельмаша», который тбилисские «динамовцы» выиграли благодаря голу Газзаева и голевой передаче, вместо обещанной премии в размере 500 рублей Газзаев получил 250 рублей, причём Ахалкаци ничего не разъяснил. В знак протеста Газзаев написал заявление об уходе из команды: Ахалкаци позже обвинял игрока в последующих неудачах команды (в том числе в проигранном «Днепру» следующем домашнем матче). Всего в чемпионатах СССР Газзаев провёл 283 матча и забил 89 голов.

### Сборные СССР
В 1972 году по совету судьи Эдуарда Шкловского, судившего встречу дублёров орджоникидзевского «Спартака» и ивановского «Текстильщика», Газзаев был рекомендован тренеру юношеской сборной СССР Евгению Лядину, которая должна была сыграть на юниорском турнире УЕФА в Испании. Накануне матча против дубля казанского «Рубина» Газзаев повздорил с администратором команды, отказавшись таскать сумки за старшими: на собрании команды предлагали отчислить Газзаева, но тренер команды Цаликов, рассматривая на место Газзаева двух игроков (Месхадзе из Ростова и Чхеидзе из Тбилиси), предложил компромиссный вариант: тот, кто сыграет в матче против «Рубина» лучше Газзаева, тот и останется в команде. Газзаев во встрече забил два гола, что позволило ему сохранить место в сборной; Месхадзе после матча отказался от дальнейших просмотров и тренировок со «Спартаком», а Чхеидзе остался в одной команде с Газзаевым. Конфликт на этом не был исчерпан: на сборах накануне юниорского турнира присутствовали несколько воспитанников из ростовского интерната, один из которых был уроженцем Орджоникидзе и конфликтовал с товарищами. Газзаев, услышав жалобу от земляка, побил одного из игроков, что обернулось крупной ссорой. Осознав случившееся, Газзаев покинул расположение команды, но позже примирился с пострадавшим.
В 1976 году Газзаев стал чемпионом Европы среди молодёжных команд (игроки не старше 23 лет): по сумме двух финальных встреч сборная СССР оказалась сильнее сборной Венгрии (3:2). Во втором матче, завершившемся победой советской команды со счётом 2:1, Газзаев играл в одной связке с Давидом Кипиани, неоднократно создавая угрозу воротам противника. В 1980 году в финале молодёжного чемпионата Европы (не старше 21 года) Газзаев снова принёс победу советской сборной над ГДР: в первом матче была нулевая ничья, во втором единственный гол забил с его передачи Юрий Суслопаров. Во многом это предопределило участие Газзаева в московской Олимпиаде.
Дебютную игру за сборную СССР Газзаев провёл 6 сентября 1978 года в команде Никиты Симоняна против Ирана в Тегеране: он заменил на 55-й минуте Георгия Ярцева, однако в борьбе за верховой мяч он столкнулся с защитником, получив перелом ключицы, и был заменён Михаилом Аном. Газзаев провёл три недели в гипсе, а позже вернулся на поле. Симоняну импонировала игра Газзаева, и он пригласил игрока для турне по Японии в ноябре 1978 года: Газзаев сыграл три встречи против сборной Японии, оформив дубль в первом матче и забив гол в третьем (победы 4:1, 4:1 и 3:0 во всех трёх встречах). 23 февраля 1979 года в неофициальном матче против второй сборной Италии Симонян провёл эксперимент, выпустив на поле трёх нападающих: Владимира Гуцаева, Олега Блохина и Валерия Газзаева. Игра окончилась победой советской сборной со счётом 3:1, один из голов забил Газзаев. 7 мая 1980 года он отметился ещё одним голом в неофициальном матче против ГДР (ничья 2:2). Последнюю игру за сборную он провёл 23 марта 1983 года против сборной Франции. Всего в сборной СССР Газзаев провёл 8 матчей, забил 4 гола.
За олимпийскую сборную СССР Газзаев сыграл 11 матчей и забил 2 гола. Шесть матчей он сыграл в рамках московской Олимпиады, став её бронзовым призёром: в полуфинале сборная СССР проиграла команде ГДР 0:1, вследствие чего команду подвергли критике за невыполненную задачу (от команды ждали золотых медалей), а тренер Константин Бесков обвинил Газзаева в неубедительной игре. Считается, что тренеры сборной ГДР по итогам встреч молодёжных сборных и товарищеского матча слишком хорошо изучили манеру игры Газзаева, поставив в полуфинале к нему опекунов, преуспевших в коллективном отборе мяча; а в пропущенном голе были виноваты защитники сборной СССР. Позже Газзаев сыграл ещё пять матчей в отборе на Олимпиаду в Лос-Анджелесе, которую команда СССР позже бойкотировала, несмотря на успешный выход в финальный этап из квалификации: 18 мая 1983 года Газзаев забил оба гола болгарам, сведя вничью гостевую встречу 2:2. Команду тогда изначально принимал Владимир Сальков, позже тренером стал Эдуард Малофеев, с которым у Газзаева отношения не сложились. 5 октября 1983 года в перерыве матча против Греции в Афинах Малофеев спросил Газзаева: «Ты почему за своим защитником не бегаешь?» — и услышал в ответ: «Пока я нападающий, пусть он за мной бегает». После такого ответа Малофеев заменил Газзаева на Владимира Клементьева, и Газзаев в знак протеста сказал, что больше играть не будет. 12 октября он сыграл последний свой матч за олимпийскую команду против Болгарии (0:0).
Газзаев является членом клуба бомбардиров Григория Федотова со 117 голами за клубы и сборную в активе.

### Стиль игры
Как игрок, Газзаев славился отличной скоростью и мощным стартовым рывком, великолепным дриблингом и оригинальной обводкой. Во время игр за владикавказский «Спартак» Газзаева в плане скорости нередко сравнивали с Владимиром Гуцаевым, Олегом Блохиным и Владимиром Фёдоровым. Выступая за московский «Локомотив» в одной связке с Гиви Нодией, Газзаев также стал известен публике благодаря фирменным обманным движениям — с точки зрения Юрия Сёмина, по действиям Газзаева игроки противника не могли угадать, какой финт тот задумывал. Также он был известен по сольным проходам сквозь ряды защитников, умению накрывать мяч корпусом и хорошему удару, который мог нанести в прыжке или падении. В случае силовых единоборств и стычек с защитниками Газзаев зачастую артистично падал, хотя его падения были неумышленными
О себе Газзаев нередко говорил как об игроке, готовом бороться за мяч до финального свистка, но признавал, что чрезмерно придирался к партнёрам, соперникам и арбитрам в некоторых эпизодах, так как не терпел инертных игроков и предвзятых судей: его взрывной характер не позволял ему сдерживать себя в конфликтных ситуациях. Газзаева характеризовали как яркого индивидуалиста, бравшего игру на себя, но порой его критиковали за чрезмерный индивидуализм в ущерб коллективизму: по мнению вратаря московского «Динамо» Алексея Прудникова, Газзаев стремился бить при первой же возможности вместо того, чтобы отдать кому-то пас. Своими нелюбимыми игроками Газзаев называл «спартаковца» Геннадия Морозова и «динамовца» Сергея Силкина, причём последнего он часто не мог обыграть один-в-один.

## Тренерская карьера

### Детская школа «Динамо» Москва (1986—1987)
По словам Игоря Волчка, интерес Газзаева к тренерской работе пробудился ещё во время игр за «Локомотив», когда он стал задавать вопросы тренеру на теоретических занятиях и во время разбора матчей. Это подтверждал и сам Газзаев, который, по его словам, стремился под руководством Волчка проследить законы развития «тотального футбола», проанализировать их и руководствоваться ими во время матчей с сильнейшими игроками. Во время выступлений Газзаева за московское «Динамо» карьеру тренера ему советовали начать Лев Яшин и Александр Севидов, причём последний сделал это на следующее утро после проигранного «Рапиду» полуфинального матча Кубка кубков в 1985 году, признав правоту Газзаева касаемо тренерских решений и отметив его «тренерскую» интуицию. Параллельно в 1981 году Газзаев окончил Всесоюзный заочный юридический институт: по его словам, в молодости у него была мечта стать юристом, вследствие чего он прочитал «гору специальной литературы» и даже носил учебники и конспекты на базу «Динамо» и выездные матчи. Газзаев сдал на отлично все государственные экзамены, по окончании которых получил предложения из аспирантуры, приглашения из центрального аппарата Прокуратуры СССР и из отдела футбола и хоккея Центрального совета «Динамо». Планы Газзаева изменились после приглашения поиграть в тбилисском «Динамо».
После завершения игровой карьеры, по словам Анатолия Коршунова, Газзаев безуспешно пытался устроиться работать в центр международной торговли «начальником бассейна», а после пришёл к директору московского «Динамо» Виктору Царёву, став детским тренером. Он работал с командой детей 1979 г. р., помогая попутно Юрию Кузнецову в работе с более старшими группами. В конце 1987 года, когда за неудовлетворительные результаты в отставку с поста тренера «Динамо» был отправлен Эдуард Малофеев, Царёв предложил кандидатуру Газзаева на пост преемника: она не была утверждена, но Царёв в неформальной обстановке заявил, что Газзаев сможет в будущем возглавить клуб. Позже Газзаев принял решение окончить Высшую школу тренеров, чтобы получить возможность тренировать клубы; стажировку он проходил в московском «Локомотиве» у Юрия Сёмина.

### «Спартак» Владикавказ (1989—1991)
В 1989 году Газзаев окончил Высшую школу тренеров при Государственном центральном ордена Ленина институте физической культуры на «отлично». Он возглавил в том же году «Спартак» из Орджоникидзе (с 1990 года — Владикавказ), сменив на посту главного тренера Олега Романцева, который с командой занял 13-е место в Первой лиге в минувшем сезоне, а затем уехал в московский «Спартак», взяв туда защитников Василия Кулькова и Владимира Сочнова. Газзаев вынужден был формировать команду буквально с нуля, пригласив туда игравших за воронежский «Факел» Юрия Перескокова и Константина Сарсанию. Костяк составили местные уроженцы Артур Пагаев, Игорь Качмазов, Сергей Газданов, Станислав Цховребов, Бахва Тедеев и Инал Джиоев. Также в команду попали московские «динамовцы» Виктор Васильев и Александр Новиков. Под руководством Газзаева «Спартак» удержался в Первой лиге, заняв в ней 17-е место, а через год выиграл Первую лигу. Во многом это случилось благодаря финансовой и организационной помощи от Председателя Совмина Северной Осетии Сергея Хетагурова, министра финансов Руслана Цаликова и министра спорта Сослана Андиева. В 1991 году Газзаев получил приглашение от руководства московского «Динамо», возглавив команду во втором круге чемпионата СССР, но в знак протеста против отъезда Газзаева болельщики «Спартака» разбили стёкла его дома во Владикавказе, а во время игры между владикавказским «Спартаком» и московским «Динамо» не стеснялись бросаться оскорблениями.

### «Динамо» Москва (1991—1993)
В феврале 1992 года состоялась встреча руководителей пяти московских футбольных клубов (ЦСКА, «Спартак», «Локомотив», «Торпедо» и «Динамо»), которые готовили обращение с призывом созвать учредительную конференцию Российского футбольного союза, в связи с чем предстояло отказаться от проведения первенства СНГ и исключить возможность участия клубов бывших советских республик в чемпионате России. На конференции было предложено создать Профессиональную футбольную лигу (ПФЛ) для проведения чемпионатов и кубков России: после того, как отказались выступать тренеры ЦСКА, «Спартака» и «Торпедо» (Павел Садырин, Олег Романцев и Евгений Скоморохов соответственно), выступил Валерий Газзаев, поддержавший идею создания ПФЛ. По итогам конференции президентом РФС был избран Вячеслав Колосков, а президентом ПФЛ стал Николай Толстых, генеральный директор московского «Динамо». Под руководством Газзаева «Динамо» начало выходить из состояния «застоя», произошедшего после ухода Александра Севидова из команды: в 1992 году Газзаев привёл «Динамо» к бронзовым медалям чемпионата России; под его руководством в сезонах 1991/1992 и 1992/1993 клуб доходил до третьего раунда Кубка УЕФА, выбивая во втором раунде соответственно итальянский «Торино» и французский «Канн». По воспоминаниям игроков «Динамо», Газзаев в те годы не стеснялся физически нагружать их на тренировках: он ужесточил режим подготовки и увеличил нагрузки, усилив также контроль за выполнением тренировочных заданий и изменив ряд тактических принципов игры «динамовцев».
14 сентября 1993 года в первом раунде Кубка УЕФА «динамовцы» крупно проиграли немецкому «Айнтрахту» из Франкфурта-на-Майне со счётом 0:6. Потрясённый счётом и игрой Газзаев объявил о своей отставке, заявив, что для него подобное поражение необъяснимо, хотя его команда в тот момент шла на четвёртом месте в чемпионате России, отставая от московского «Торпедо» на одно очко при игре в запасе, а от «Ротора» на 2 очка. Своим заявлением он удивил даже своего визави Клауса Топпмёллера, который после аналогичного недавнего поражения в Кубке Германии от «Фрайбурга» 3:5, по его словам, не делал подобных резонансных заявлений. Клубный врач Савелий Мышалов утверждал, что убедил Газзаева забрать заявление, однако генеральный директор клуба «Динамо» Николай Толстых настаивал на увольнении. Толстых провёл голосование среди игроков: с перевесом в один голос было принято решение уволить Газзаева. К ответной игре против «Айнтрахта», завершившейся победой москвичей 2:1, но не выводившей их в следующий раунд, команду готовил Адамас Голодец. По свидетельствам очевидцев, болельщики скандировали «Молодцы» в адрес немцев; некоторые болельщики обвинили Газзаева в слабоволии, в то время как нашлись и сочувствовавшие ему.

### «Алания» (1994—1999)

#### Начало работы
Во время работы с «Динамо» и после своего ухода Газзаев изучал опыт выступления наиболее известных тогда итальянских клубов: после увольнения он отправился в Италию для обмена тренерском опытом, посетив расположение клубов «Реджина», «Милан» и «Парма». С марта 1993 года Газзаев вёл переговоры с итальянской «Фоджей», инициатором которых стал президент клуба Паскуале Казилло, и в июне должен был принять команду, однако 19 сентября Казилло ушёл с поста президента из-за обвинений в связях с мафией, что положило конец переговорам. 14 декабря 1993 года, через три месяца после отставки, Газзаев возглавил владикавказский «Спартак» (он же «Спартак-Алания») после переговоров с его директором Батразом Битаровым. У клуба к тому моменту намечались серьёзные проблемы в связи с последствиями осетино-ингушского конфликта и отставкой с руководящих постов Сергея Хетагурова, который внёс вклад в развитие детского спорта в Северной Осетии, но глава республики Ахсарбек Галазов лично был заинтересован в возрождении команды. В третьем туре чемпионата России 1994 года «Спартак» проиграл команде «КАМАЗ» из Набережных Челнов 0:6, а Виктор Панченко оформил пента-трик: Газзаев снова написал заявление об отставке, но позже забрал его. По ходу сезона Газзаев предлагал подопечным высокие нагрузки, которые в прессе нередко называли «тестом на выживание», предрекая огромное количество травм среди игроков и игнорируя возможные тактические изменения в команде. Газзаеву пришлось разрушать у игроков стереотип о необходимости нападающих только атаковать, а защитников — только защищаться: ряд защитников, концентрировавшихся на роли «разрушителей», он обучал подключаться к атаке, а нападающих обучал принципам разрушения вражеских атак. Благодаря изменению подхода к тактике «Алания» взяла на выезде больше половины очков во втором круге чемпионата России 1994 года, финишировав на 5-м месте в турнирной таблице, а после окончания чемпионата Газзаев убедил клуб отказаться от девяти игроков команды, невзирая на их заслуги.

#### Чемпионский сезон
Готовясь к старту чемпионата России 1995 года, Газзаев встретился с правительством республики, которое поставило перед клубом задачу выиграть чемпионат России, и призвал в случае победы в чемпионате реконструировать домашний стадион для соответствия требованиям УЕФА, предъявляемым в рамках Лиги чемпионов УЕФА. В составе своего клуба Газзаев перевёл Бахву Тедеева с позиции центрального полузащитника (под нападающим) на позицию левого полузащитника, чтобы раскрыть его скоростные навыки; Омари Тетрадзе перевёл с позиции опорного полузащитника на место свободного защитника, что принесло Тетрадзе в конце 1995 года приз «Стрелец» как лучшему защитнику, а также сумел задействовать универсального Инала Джиоева, объяснив ему на примере ряда матчей последствия принимаемых по ходу игры решений. Игра «Алании» в 1995 году впечатлила многих специалистов и болельщиков: выступавшие в её составе Омари Тетрадзе, Игорь Яновский и Михаил Кавелашвили в дальнейшем продолжили карьеру в Европе, а Анатолий Канищев за весь сезон 1995 года забил семь голов отчасти благодаря голевым передачам Мирджалола Касымова. Помимо этих игроков, в команде также блистали Заур Хапов и Сергей Деркач.
Благодаря проделанной с командой работе в 1995 году Газзаев впервые выиграл чемпионат России, прервав гегемонию московского «Спартака». В игре 13 мая 1995 года против «красно-белых», проходившей в рамках 6-го тура чемпионата России, владикавказцы в «Лужниках» одержали важную для себя победу со счётом 2:1 в чемпионате: московский «Спартак», который стартовал крайне неважно, в итоге вскоре из чемпионской гонки выбыл, завершив турнир на 3-м месте. Летом осетинский клуб укрепил свои позиции в турнирной таблице и ещё больше оторвался от противников: лидировавшее прежде московское «Динамо» сильно сдало позиции после выхода в финал Кубка России и, не выдержав заочной борьбы с владикавказцами, финишировало в итоге на 4-м месте. Осенью теоретические шансы догнать владикавказскую команду оставались только у «Локомотива». Но за три тура до конца чемпионата России «Локомотив» уступил дома «Уралмашу», что давало «Алании» шанс досрочно оформить чемпионский титул в предпоследнем туре в игре против ЦСКА: команде нужно было сыграть хотя бы вничью. В игре против ЦСКА, состоявшейся 21 октября 1995 года в Москве, благодаря голу Бахвы Тедеева владикавказцы одержали победу со счётом 2:1 и завоевали чемпионский титул. В момент, когда Тедеев забил гол, Валерий Газзаев курил, а празднуя успех вместе с Тедеевым, спрятал сигарету в карман пальто, которое тут же загорелось. По итогам чемпионата «Алания» опередила занявший 2-е место «Локомотив» на шесть очков.
Успех «Алании» многие связывали не только с работой Валерия Газзаева, но и с финансированием клуба за счёт водочного бизнеса: после того, как главой республики стал Асхарбек Галазов, в Северную Осетию начали экспортировать американский спирт «Рояль», из которого местные жители делали бюджетную водку, в дальнейшем продававшуюся по всей в России. Благодаря финансовым вложениям в клуб от винно-водочных предприятий, крупнейшим из которых являлось ОАО «Исток», Газзаеву предоставили финансовый карт-бланш на приобретение любых игроков для нужд команды. В частности, в 1994—1995 годах на эти средства были приобретены Мирджалол Касымов, Бахва Тедеев, Сергей Деркач, Омари Тетрадзе, Сергей Тимофеев, Муртаз Шелия и Анатолий Канищев, которые получали зарплату даже в два раза больше, чем в «Спартаке»: в то же время Газазев предъявлял к своим подопечным высокие требования. Помимо этого, по словам администратора клуба Бориса Дзасохова, в клубе турками была построена современная тренировочная база с тренажёрным залом и бильярдным столом, а также закуплен газон с подогревом у одной из австрийских фирм, причём данное поле с подогревом стало первым в России.
Представители других клубов выражали бурное недовольство финансированием за счёт сбыта алкоголя и даже утверждали о «купленном» владикавказцами чемпионстве, заявляя о подкупе судей. В частности, перед 1-м туром чемпионата 1996 года главный тренер «Торпедо» Валентин Иванов якобы выяснил, что в мае 1995 года его команда «сдала» матч против «Алании», проиграв 1:4. Распространялись слухи, что руководство республики обещало не трогать предпринимателей, занимавшихся производством и сбытом крепкого алкоголя, если они будут финансировать клуб: президент РФС Вячеслав Колосков и вовсе заявлял, что производители водки «принудительно» финансировали «Аланию». Тем не менее, Газзаев в ответ на все претензии болельщиков других команд утверждал, что они просто завидуют успехам «Алании».

#### Спад «Алании»
В чемпионате 1996 года команда стала серебряным призёром: в первом круге она лидировала, но значительно сдала во втором круге, поравнявшись по очкам с московским «Спартаком» и только благодаря резкому рывку в последних турах не позволив отдать сразу чемпионство москвичам. Исход борьбы решился в «золотом» матче в Санкт-Петербурге, в котором московский «Спартак», тренером которого тогда был Георгий Ярцев, победил со счётом 2:1, вернув себе титул лучшей команды России. Этот сезон ознаменовался для «Алании» скандальным матчем 24 марта против московского «Динамо», в котором отмечались жёсткие стыки на поле и вне поля и напряжённая атмосфера на трибунах. Сама игра завершилась ничьей 1:1 отчасти в связи с тем, что судья Юрий Чеботарёв назначил крайне спорный пенальти в ворота «динамовцев». После матча звучали обвинения в адрес Газзаева, якобы подкупившего судью; самого Чеботарёва, проявившего некомпетентность и пристрастие, и даже игроков «Динамо» в сдаче матча. Из-за этого между Валерием Газзаевым и генеральным директором московского «Динамо» Николаем Толстых сформировались крайне неприязненные и конфликтные отношения, а в дальнейшем обвинения в адрес «Алании» в предвзятом домашнем судействе поступали и от других команд, которые иногда уходили в знак протеста с поля. Все обвинения в том, что «Спартак-Алания» добивался своих успехов благодаря «работе с судьями», Газзаев отвергал начисто, заявив на одной из конференций ПФЛ о целенаправленной атаке на клуб: по мнению Елены Вайцеховской, её развязал московский «Спартак», не смирившийся с первой за долгие годы утратой титула в 1995 году.
В Лиге чемпионов УЕФА сезона 1996/1997 «Алания» выступила неудачно, попав на «Глазго Рейнджерс» и проиграв два матча 1:3 и 2:7. В Кубке УЕФА в том же году в двухматчевом противостоянии клуб уступил «Андерлехту» по сумме двух встреч со счётом 2:5: 10 сентября 1996 года была зафиксирована домашняя победа 2:1, а 24 сентября в гостях «Алания» была разгромлена со счётом 0:4. В последующие годы результаты «Алании» ухудшились в связи с отъездом ключевых игроков за границу, и Газзаеву пришлось снова перекраивать модель игры и добиваться трансферов легионеров в команду. По словам Газзаева, в 1998 году он был среди кандидатов на должность главного тренера сборной России по футболу после отставки Анатолия Бышовца из-за шести поражений подряд, однако исполком РФС отдал предпочтение Олегу Романцеву (13 человек за Романцева и 9 за Газзаева), причём Газзаев утверждал, что до перерыва в голосовании первоначально продвигали именно его кандидатуру. В том же 1998 году президентом Северной Осетии стал Александр Дзасохов, серьёзно ограничивший поток ресурсов, вливаемых в клуб, что повлияло на успехи команды.
В 1999 году Газзаев с командой, несмотря на крупные трансферы, не смог навязать борьбу лидерам за призовые места отчасти из-за отсутствия финансовой поддержки от государства, вследствие чего клуб вынужден был продавать игроков. Сыграли определённую роль теракт на Центральном рынке 19 марта 1999 года, потрясший республику и страну; поражение в мае 1999 года от «Локомотива» со счётом 1:4 при характерном атакующем футболе «Алании» и очередная волна обвинений в давлении на судей, которые не любили работать на матчах с участием «Алании» и опасались услышать обвинения в получении взятки в случае малейшей ошибки в пользу владикавказцев (из-за подобных ошибок ряд судей был дисквалифицирован). Газета «Известия» открыто обвиняла «Аланию» в подкупе судей, в ответ на что клуб даже подал в суд на газету. В сентябре 1999 года команда в 4 матчах набрала всего 2 очка и в итоге заняла 6-е место в чемпионате: «Алании» пришлось продать приобретённого в 1998 году Георгия Деметрадзе в киевское «Динамо» из-за финансовых проблем, а Анатолия Канищева исключить из состава за нарушения дисциплины. Ухудшение результатов команды за минувшие годы было обосновано закрытием ряда винно-водочных предприятий, финансировавших команду, и урезанием государственного финансирования «Алании». 17 ноября 1999 года Газзаев объявил об уходе из клуба, торжественные проводы тренера прошли во владикавказском Доме искусств.

### Возвращение в «Динамо» (1999—2001)
14 декабря 1999 года, ещё до официальной отставки Алексея Петрушина, Валерий Газзаев вернулся на пост главного тренера московского «Динамо». Болельщики команды реагировали на возвращение Газзаева с надеждой на то, что он поможет команде вернуться в число лучших клубов России, тем более что ряд проблем клуба носил околоспортивный характер (например, огромное количество торгового мусора на манеже «Динамо», вывозимого с одноимённого вещевого рынка). Газзаев дал согласие возглавить «бело-голубых» после многочасовой беседы с Николаем Толстых и, несмотря на конфликты с последним, проработал с командой два года. Первый учебно-тренировочный сбор под руководством Газзаева «Динамо» провело на Кипре. Газзаев не только не изменил своим принципам функциональной подготовки игроков, но и, по словам игравшего в 2000 году в составе «динамовцев» Геннадия Тумиловича, привил жёсткую дисциплину в команде: за любые возражения в адрес тренера или неосторожно брошенные слова следовал крупный штраф.
Газзаев провёл тщательную работу с составом клуба, уделяя особое внимание нападению: в основной состав прошли такие игроки, как Андрей Булатов, Пётр Немов, Ролан Гусев, Владимир Габулов и Спартак Гогниев, что сделало «Динамо» самой молодой командой (средний возраст — 22,9 лет) в чемпионате России 2000 года; из команды были исключены не оправдавший доверия Анатолий Канищев и не отличавшийся техникой Лаки Изибор. В конце сезона «Динамо» претендовало на бронзовые медали, но проиграло в последнем туре «Сатурну», заняв итоговое 5-е место с разницей забитых и пропущенных мячей 45:35. Газзаев собирался после завершения чемпионата подать в отставку, но руководство не приняло её, убедив Газзаева продолжить работу с командой. Впрочем, в начале сезона 2001 года 14 апреля «Динамо» проиграло «Локомотиву» 0:1, а 16 апреля Газзаев снова подал в отставку по собственному желанию. Совет директоров клуба, признав его работу в первых турах чемпионата России неудовлетворительной, на этот раз принял отставку тренера. Некоторые игроки предупреждали, что уход Газзаева из команды обернётся ещё большими проблемами, что и подтвердилось вылетом из Кубка УЕФА во втором раунде от «Рейнджерс» после поражений 1:3 в гостях и 1:4 дома.

### ЦСКА и молодёжная сборная России (2001)
19 апреля, спустя три дня после своей отставки из «Динамо», Газзаев принял приглашение президента московского ЦСКА Евгения Гинера стать главным тренером «армейцев». Официально он закрепил свой статус только через полгода, когда незадолго до своей кончины пост тренера покинул тяжело больной Павел Садырин. 15 мая, через месяц после договорённости с Гинером, Газзаев также возглавил молодёжную сборную России (до 21 года) и провёл с ней первый сбор в начале июня. После сбора по настоянию Газзаева ЦСКА занялся обновлением состава: тренер, получив своеобразный карт-бланш от Гинера, назвал фамилии 12 игроков, от которых клуб должен был отказаться, и девять человек зимой 2001—2002 годов были выставлены на трансфер. В команду пришёл ряд молодых игроков, среди которых были Алексей Березуцкий (Газзаев позже пригласил в команду и его брата-близнеца Василия) и Спартак Гогниев; Романа Павлюченко не отпустил президент волгоградского «Ротора», а Дмитрий Сычёв показался Газзаеву недостаточно рослым. Из новых перспективных футболистов, способных заиграть в ведущих клубах России и национальной сборной, Газзаев отмечал Марата Измайлова и Андрея Аршавина.
Накануне прихода Газзаева молодёжная сборная России занимала предпоследнее, 4-е место в квалификационной группе отборочного цикла к чемпионату Европы 2002 года: для выхода в стыковые матчи, по итогам которых определялись семь участников турнира, команде необходимо было выиграть оставшиеся четыре матча против Югославии, Люксембурга, Словении и Швейцарии. Газзаев, принявший команду за две недели до игры против югославов, в качестве цели поставил подъём престижа молодёжной сборной как ближайшего резерва основной сборной, в которой было уже слишком много ветеранов. 2 июня на стадионе имени Эдуарда Стрельцова россияне в первом матче Газзаева победили Югославию со счётом 2:0, а 6 июня в гостях забили Люксембургу 10 безответных мячей (основная сборная в тот день обыграла Люксембург с более скромным счётом 2:1), несмотря на удаление защитника Романа Романова. 14 августа в Кане в товарищеском матче россияне обыграли Францию со счётом 2:3, а 1 сентября была побеждена Словения со счётом 3:1. 5 октября в матче последнего тура россияне, ведя против сборной Швейцарии 3:1, пропустили второй гол с пенальти, а потом и третий из-за ошибки Сергея Игнашевича, хотя Газзаев всячески призывал игроков сосредоточиться на обороне. Итоговая ничья 3:3 лишила Россию не только итогового первого места в группе, но и возможности выйти в стыковые матчи даже со второго, поскольку Россия оказалась худшей по числу набранных очков из команд со вторых мест.
В адрес Газзаева после ничьи против Швейцарии посыпались обвинения в том, что он ничего не сделал для того, чтобы перевести команду на игру от обороны. Позднее большинство футбольных специалистов признали, что Газзаев всё же спас репутацию молодёжной сборной и воссоздал ближайший кадровый резерв для основной команды, связав воедино вопросы селекции, учебно-тренировочного процесса и создания должных условий жизнедеятельности команды. Ряд игроков молодёжной сборной, с которыми Газзаев работал в 2001 году, вскоре стали игроками главной сборной середины 2000-х годов; другие продолжили выступления под руководством Андрея Чернышова, которому 1 августа 2002 года Газзаев официально уступил пост наставника молодёжной сборной.

### ЦСКА и сборная России (2002—2003)

#### 2002 год: серебро чемпионата России и начало отбора на чемпионат Европы
8 июля 2002 года, после отставки Олега Романцева с поста тренера сборной России, вызванной провалом на чемпионате мира в Корее и Японии, Газзаев тайным голосованием Исполкома РФС (17 человек из 24 поддержали) был назначен главным тренером сборной России, оставаясь на посту тренера ЦСКА. На тот момент «армейцы» лидировали в чемпионате страны, борясь против московского «Локомотива», а также успели выиграть весной свой первый Кубок России (победа над «Зенитом» 2:0): Евгений Гинер параллельно разрабатывал программу, согласно которой в течение трёх лет ЦСКА должен был выйти на европейский уровень, а Газзаев проводил психологическую и тактическую работу с игроками, вынуждая их пересмотреть взгляды на матчи и на турниры, помогая им морально оправиться после неудач и внушая необходимость ставить задачи-максимум. Кандидатуру Газзаева на пост главного тренера сборной России предложил президент РФС Вячеслав Колосков: хотя ходили слухи о том, что сборную может впервые в истории возглавить иностранный специалист, Колосков заранее связался с Газзаевым, находившимся на сборах с клубом в Швейцарии, и убедил его возглавить сборную. Контракт был заключён, по словам РФС, «минимум на четыре года»: Газзаев рассчитывал подготовить сборную не только к чемпионату Европы 2004 года, но и к чемпионату мира 2006 года. Сам Колосков изначально утверждал, что о совмещении постов тренера ЦСКА и тренера сборной России речи не шло.
После своего назначения Газзаев заявил о намерении радикально изменить положение дел внутри сборной, ради чего ввёл десять принципов работы, среди которых были включение в команду всех сильнейших игроков вне зависимости от клубного статуса; открытость сборной для прессы; проверка кандидатов в сборную из молодёжной команды и российских клубов; контроль за деятельностью всех сборных и создание учебно-тренировочной базы в пансионате «Бор». Накануне своей первой игры против Швеции Газзаев составил список из 59 кандидатов в сборную, в котором не было ни звёздных легионеров, которых Газзаев считал физически и морально не готовыми к выступлению в финальной части чемпионата Европы 2004 года, ни сильных игроков «среднего возраста» за полным отсутствием таковых. При Газзаеве сборная провела всего 9 официальных матчей, начав с товарищеского матча против Швеции (ничья 1:1), в котором состоялись символические проводы Виктора Онопко, бывшего ранее капитаном сборной России и проведшего 100 матчей за сборную: сыгравшего около полутора минут Онопко заменили на Алексея Смертина, а уже в следующих матчах капитаном сборной был назначен Егор Титов, хотя Газзаеву пришлось вернуть Онопко по той причине, что в сборной попросту не было хороших центральных защитников.
Российская сборная уверенно стартовала в отборочном турнире к чемпионату Европы 2004 года, выиграв первые встречи против Ирландии (4:2) и Албании (4:1). Газзаев руководил сборной также в гостевом матче против Грузии, который был прерван после первого тайма из-за отключения электричества на стадионе «Локомотив», а также был омрачён освистыванием гимна России с трибун и закидыванием автобуса сборной камнями. Для ЦСКА чемпионат закончился неудачно: из-за потерь очков в летней части чемпионата России «армейцы» не смогли обойти московский «Локомотив» по итогам всех 30 туров и вынуждены были играть дополнительный матч, в котором потерпели поражение 0:1. Также ЦСКА проиграл в Кубке УЕФА итальянской «Парме»: в ответном матче 1-го раунда команда упустила нужный ничейный результат за считанные секунды до финального свистка, пропустив гол и проиграв 2:3 (по сумме двух матчей счёт 3:4 в пользу «Пармы»), что Газзаев воспринимал очень тяжело, заявив, что ни один российский клуб или сборная России не имеют права «ронять честь страны» в международных турнирах. Газзаев изначально собирался совмещать посты тренера ЦСКА и сборной России только до конца 2002 года, чтобы затем перейти в сборную, но эти два поражения вынудили его продолжить совмещение постов в ущерб обеим командам: позже он признавал это ошибкой. Вячеслав Колосков всячески уверял прессу, что Газзаев не будет совмещать посты в следующем году.

#### 2003 год: провал ЦСКА в Лиге чемпионов и неудачи в сборной
Товарищеский турнир четырёх команд на Кипре в феврале 2003 года был ознаменован победами над Кипром (1:0) и Румынией (4:2). Но далее последовали два сенсационных поражения от не занимавших высокие позиции в рейтинге ФИФА сборных Албании (1:3) и Грузии (0:1), причинами которых стала провальная игра российской сборной в обороне. В первом случае Газзаев свалил вину в поражении на судью, а не на игру своей сборной, и даже отказался пересматривать видеозапись матча. Во втором случае Газзаев допустил ошибки в составе, выпустив на позицию нападающего Сергея Семака, не игравшего прежде на этой позиции, а также слишком поздно выпустив на замену Александра Кержакова и Дмитрия Сычёва. После матча расстроенный Газзаев отказался приходить на пресс-конференцию и покинул Тбилиси, не сдерживая эмоций, но позже объяснил, что команда провалила матч в Грузии из-за не завершённой до конца смены поколений и плохой формы ключевых игроков «Локомотива». Ничья против Швейцарии 2:2 позволила Газзаеву продолжить работу, хотя Россия проигрывала 0:2 уже к 15-й минуте матча. Газзаев руководил сборной также в неофициальном матче 30 июня с легионерами ПФЛ (5:2), проходившем в рамках акции УЕФА по борьбе против расизма.
В чемпионате России 2003 года ЦСКА одержал первую в своей истории победу после распада СССР: после сбора в Израиле «армейцы», несмотря на проигранный «Локомотиву» Суперкубок России, с самого начала чемпионата взяли лидерство и не отдавали его до последнего тура, чему способствовали ужасное весеннее качество футбольных полей, которым пользовались армейцы, делая ставку на длинные пасы из глубины, и активная силовая борьба: эксперты, опасаясь за перспективы клуба в Лиге чемпионов, сравнивали тактику клуба с дворовой тактикой «бей-беги», отмечая порой «сверхжестокость» и «сверхгрубость» команды, а Газзаев признавал, что команда действительно является «полуфабрикатом» по европейским меркам. В то же время по стране прокатились первые слухи о том, что руководство ЦСКА якобы «покупало матчи», что иронично прокомментировал президент клуба Евгений Гинер, призвав все поражения «армейцев» списывать на «нехватку денег». На международной арене ЦСКА ожидал провал: в квалификации к Лиге чемпионов клуб сенсационно проиграл македонскому «Вардару» по сумме двух матчей 2:3 (1:2, 1:1) — «армейцы», владея инициативой, не реализовали свои моменты и не смогли использовать свои сильные стороны, а Газзаев признал, что его команда к Лиге чемпионов не была готова из-за отсутствия серьёзного игрового опыта. Пресса и болельщики подвергли ЦСКА и Газзаева обструкции: фанаты даже закидали клубный автобус «армейцев» тухлыми яйцами накануне матча против «Алании», а на Газзаева в прессе даже повесили ярлык «тренера для внутреннего пользования», поскольку Газзаев к тому моменту всего один раз сумел одержать итоговую победу на этапе какого-либо еврокубка, обыграв «Днепр».

#### Уход из сборной России
На фоне поражения от «Вардара» игроков ЦСКА подвергли серьёзной критике накануне товарищеского матча сборной России против сборной Израиля, намеченного на 20 августа 2003 года. Выбор Израиля в качестве соперника считали ошибочным, а на пресс-конференции журналисты пытались выяснить, уйдёт ли Газзаев с поста тренера ЦСКА. В самом матче сборная не показала внятной игры и проиграла 1:2, хотя Газзаев сделал семь замен в перерыве, рассчитывая заодно просмотреть кандидатов и иные сочетания игроков к следующим встречам. После игры Газзаев в течение 40 минут в раздевалке выговаривал футболистам за проваленный матч, но не заявил на пресс-конференции о вероятности своей отставки. Когда Газзаев узнал, что Вячеслав Колосков готов принять его отставку, то немедленно ушёл с поста главного тренера: по его словам, идею отправить Газзаева в отставку предложил Колосков после поражений от Албании и Грузии. В конце сезона Газзаев был уволен и с поста тренера ЦСКА как виновник провала в Лиге чемпионов, даже несмотря на победу в чемпионате России. По мнению Вячеслава Колоскова, одной из причин неудачной работы Газзаева была политика «закручивания гаек» и жёсткое требование соблюдения дисциплины, которое многие восприняли «в штыки».
К июню 2003 года Газзаев вызвал в сборную 44 игрока, из которых 34 были в заявках на матчи, а 29 выходили на поле (из них 19 сыграли в турнире на Кипре) — прежде столько игроков на один отборочный цикл не вызывали ни Валерий Лобановский, ни Анатолий Бышовец, ни Олег Романцев. Среди вызванных игроков было 15 футболистов ЦСКА: от услуг ряда футболистов Газзаев неожиданно отказался после того, как те так или иначе отказались переходить в его клуб. В дальнейшем Газзаев признавал, что многие клубные проблемы ЦСКА перетекли в сборную, а сам он на подсознательном уровне благоволил армейцам при выборе состава на матчи сборной России, вследствие чего в вызове игроков начала прослеживаться определённая предвзятость. За время работы Газзаева на посту сборной России в ней дебютировали в официальных Сергей Игнашевич, Василий и Алексей Березуцкие и Евгений Алдонин; завершивших карьеру игроков заменили молодые Александр Кержаков и Дмитрий Сычёв; укрепили свои позиции Алексей Смертин, Сергей Семак и Ролан Гусев; вернулся в сборную долгое время игнорировавшийся Сергей Овчинников. По мнению Газзаева, ему удалось провести успешно смену поколений. В ЦСКА же под руководством Газзаева дебютировали не только братья Березуцкие и Сергей Игнашевич, но и будущий вратарь сборной России Игорь Акинфеев и литовский защитник Дейвидас Шемберас.

### Возвращение в ЦСКА (2004—2008)

#### Путь к Кубку УЕФА
В конце 2003 года Газзаеву предлагали пост тренера «Алании», чьё положение в чемпионате России и финансовая стабильность ослаблялись с каждым туром (в итоге «Алания» вылетела в 2005 году из Премьер-Лиги). Спустя полгода после своего увольнения из ЦСКА, уже в 2004 году Газзаев вернулся на пост тренера «армейцев» вместо португальца Артура Жорже, пересмотрев своё отношение к тактике игры: команда к тому моменту слишком часто стала сводить матчи вничью, а функциональная подготовка её игроков значительно ухудшилась. Первый круг чемпионата России 2004 года ЦСКА завершил на пятом месте, однако после возвращения Газзаева в команду ситуация улучшилась, и армейцы сумели завоевать серебряные медали чемпионата страны, отстав всего на одно очко от «Локомотива», но выйдя в групповой этап Лиги чемпионов УЕФА и заняв там 3-е место, выводившее команду в плей-офф Кубка УЕФА. В 14 играх РФПЛ в 2004 году «армейцы» набрали 32 очка (против 28 очков при Артуре Жорже), с соотношением забитых и пропущенных мячей 26:7.
В сезоне 2004/2005 ЦСКА оформил «золотой дубль»: 29 мая 2005 года они выиграли Кубок России благодаря победе над «Химками» в финале (1:0), а по ходу чемпионата России, находясь на 11-м месте в июле и отставая в августе на 13 очков от лидировавшего «Локомотива», сумели наверстать упущенное и вырвали титул чемпионов в ноябре, победив московское «Динамо» в гостях. Главным испытанием и триумфом для ЦСКА стал Кубок УЕФА. В первых двух раундах плей-офф армейцами были пройдены лиссабонская «Бенфика» (2:0, 1:1) и белградский «Партизан» (1:1, 2:0). Во время плей-офф ходила байка, что перед первой встречей в 1/4 финала Кубка УЕФА с французским «Осером» Валерий Газзаев в шутку предположил, что мог бы сбрить свои усы в случае выхода его клуба в следующую стадию турнира. Некоторые болельщики ожидали его увидеть без усов уже на пресс-конференции после матча, завершившегося со счётом 4:0 в пользу ЦСКА, однако это не произошло. В декабре 2008 года Газзаев в интервью газете «Спорт-Экспресс» сказал, что никаких обещаний сбрить усы по ходу турнира не давал и что журналисты неправильно всё истолковали: по его словам, он не сделал бы этого даже в случае победы в Лиге чемпионов. Ответный матч против «Осера» армейцы проиграли со счётом 0:2, но вышли в следующий раунд. Газзаев был огорчён ходом ответной игры, хотя присутствовавшие на матче президент ПФК ЦСКА Евгений Гинер и владелец «Челси» Роман Абрамович убедили тренера, что главное в данном случае — достигнутый результат, а не игра.
В первом полуфинальном матче против «Пармы» в гостях счёт не был открыт, что Газзаев расценил как неудовлетворительный результат и на неделю запретил игрокам общаться с прессой. В ответном матче «армейцы» забили три безответных мяча и вышли в финал: в решающем матче в Лиссабоне 18 мая 2005 года игроки ЦСКА, несмотря на пропущенный первыми гол, в дополнительное время со счётом 3:1 дожали местный «Спортинг». Ключевую роль в победе сыграл бразилец Даниэл Карвальо, отдавший три голевые передачи, а Газзаев отмечал, что в перерыве сумел разобрать тактические ошибки и внести нужные коррективы, чтобы команда без лишней «накачки» переломила ход игры. Многие из ключевых игроков того состава были молодыми: бразилец Вагнер Лав, серб Милош Красич, россияне Василий и Алексей Березуцкие и Юрий Жирков были чуть старше 20 лет, а вратарю Игорю Акинфееву на момент финала было 19 полных лет. В дальнейшем все эти игроки стали ключевыми в ЦСКА как во время работы Газзаева, так и после его ухода. Журналистами утверждалось, что Газзаев использовал для побед во всех трёх турнирах 2005 года всего 12 игроков: на отдельных этапах чемпионата России именно таким было количество игроков стартового состава. У команды было очень мало запасных, находившихся в строю, а летние трансферы успехов не принесли, вследствие чего важную роль в победе сыграли «микроциклы», в ходе которых игроки восстанавливали свою функциональную готовность после каждой встречи в рамках чемпионата России, Кубка России или Кубка УЕФА. Команду с трофеем встречали в Москве болельщики, организовавшие спонтанную встречу в аэропорту, также игроки удостоились приёма у президента России Владимира Путина.
26 августа 2005 года ЦСКА провёл матч за Суперкубок УЕФА против выигравшего в том же сезоне Лигу чемпионов «Ливерпуля» и проиграл 1:3 в дополнительное время. 4 декабря 2005 года Газзаев выступил в эфире итальянской спортивной программы «Quelli che il calcio» (итал. Те, кто и есть футбол) на телеканале Rai 2, дав интервью по поводу своей тренерской карьеры, побед ЦСКА по итогам года и выступлению сборной России; в том же месяце Газзаев был единогласно признан лучшим тренером России 2005 года по итогам опроса тренеров РФПЛ, проведённого газетой «Советский спорт», а в рейтинге клубов мира по версии IFFHS ЦСКА занял 3-е место, уступив только «Интернационале» и «Ливерпулю».

#### После завоевания Кубка УЕФА
В 2006 году Газзаев публично высказался против приглашения иностранных специалистов в сборную России, утверждая, что с национальной сборной должен работать исключительно отечественный специалист. Он был не против назначения иностранцев на посты клубных тренеров, считая обыденным делом команду с представителями разных национальностей и культур, но считал, что иностранные специалисты должны стимулировать становление нового поколения отечественных тренеров. После прихода Гуса Хиддинка он несколько раз пытался поставить под вопрос его необходимость постоянного присутствия в сборной, а в феврале 2007 года возмутился его отказом отпустить игроков сборной России в ЦСКА для товарищеских матчей против израильских и испанских команд. Позже отношения Газзаева и Хиддинка улучшились в связи с успешной работой Хиддинка и завоёванными на чемпионате Европы 2008 года бронзовыми медалями. В 2007 году по опросу ВЦИОМа Газзаев был признан персоной, наиболее положительно влияющей на развитие российского футбола, опередив руководителя Росспорта Вячеслава Фетисова и президента России Владимира Путина.
Перед чемпионатом России 2006 года команда Газзаева приобрела ещё одного бразильца Жо, отправив Карвальо в Бразилию для сохранения игровой практики в преддверии чемпионата мира в Германии; в 2005 году команда не смогла попасть в еврокубковую весну, так как в последней игре группового этапа Кубка УЕФА нидерландский «Херенвен» обыграл болгарскую команду «Левски» со счётом 2:1 и обошёл «армейцев» в турнирной таблице. Уже примерно с середины сезона 2007 в связи с неудачным выступлением армейского клуба в чемпионате и в еврокубках (за всё время работы Газзаева ЦСКА ни разу не преодолел групповой этап Лиги чемпионов) заговорили о скорой возможной отставке Газзаева: приход нового тренера в команду ожидался зимой в межсезонье, среди кандидатур фигурировали Микаэль Лаудруп и Луи ван Гал. Однако президент ЦСКА Евгений Гинер заверял о полном доверии Газзаеву и продолжении работы с ним. В июле 2008 года накануне игры со «Спартаком» было объявлено, что по взаимной договорённости с Гинером Газзаев принял решение покинуть ЦСКА в связи с серьёзной психологической усталостью, но согласился доработать до конца сезона, не сбавляя темпов своей работы вплоть до последнего матча, состоявшегося 4 декабря в рамках Кубка УЕФА против «Нанси» (победа 4:3), по окончании которого и было объявлено об отставке Газзаева. Его команда по итогам сезона стала серебряным призёром чемпионата России, пропустив вперёд казанский «Рубин»: по словам Валерия Газзаева, решение ЦСКА сосредоточиться на Кубке России в первой половине чемпионата обернулось тем, что «Рубин» ушёл в отрыв в Премьер-лиге.
За время работы в ЦСКА Газзаев запомнился смелыми высказываниями на пресс-конференциях и острой реакцией на различные инциденты. 23 августа 2006 года в ответном матче 4-го квалификационного раунда Лиги чемпионов против словацкого «Ружомберока» (победа ЦСКА 2:0) из-за хулиганских выходок болельщиков ЦСКА грозила дисквалификация (накануне полуфинала Кубка УЕФА 2004/2005 против «Пармы» за брошенную петарду клуб чуть не был дисквалифицирован, но получил предупреждение и испытательный срок), и Газзаев нецензурно выразился в адрес болельщиков. 9 сентября на пресс-конференции после матча против московского «Спартака» (ничья 2:2) он обвинил французского арбитра Лорана Дюамеля в предвзятом судействе, назвав его «клоуном». Наконец, во время подготовки к гостевому матчу Лиги чемпионов 2006/2007 против лондонского «Арсенала» (1:1) на пресс-конференции журналисты вспомнили московскую встречу, в которой ЦСКА победил английскую команду 1:0. Участвовавший в пресс-конференции Игорь Рабинер спросил Газзаева, что он думает по поводу заявления Арсена Венгера следующего содержания: «Виртуально игра в Москве должна была завершиться со счётом 1:1, поскольку судья Мануэль Мехуто Гонсалес не засчитал чистый гол Тьерри Анри». В ответ Газзаев процитировал неприличный анекдот о разнице между «виртуальным» и «реальным». Если русскоговорящую публику анекдот насмешил, то иностранцы отнеслись к подобному неоднозначно, отметив неэтичность поступка Газзаева. Встреча в Лондоне завершилась со счётом 0:0, а в 2007 году Венгер на семинаре европейских тренеров на встрече с Газзаевым признал, что Газзаев, утверждая о необходимости набора реальных очков, а не гипотетическом их делении, был прав, и отметил остроумие и оптимизм своего визави.
В околофутбольном фольклоре за Газзаевым закрепилось прозвище «Пёс», которое достаточно часто выкрикивали на матчах в его адрес болельщики «Спартака» и других российских клубов, скандируя кричалку «Газзаев — пёс». По одной версии, это прозвище зародилось ещё в 1996 году, после победы «Алании» в минувшем розыгрыше чемпионате России, и было обычным проявлением зависти и злобы со стороны болельщиков «Спартака», чей клуб упустил чемпионство впервые за долгое время; в 2003 году, когда в «Спартаке» был кризис, началась вторая волна этих скандирований, отчасти обусловленная язвительными комментариями Газзаева по поводу невыразительной игры «красно-белых». Тогда на трибунах появились чёрно-белые рисунки, стилизованные под ориентировки: лицо Газзаева с надписью «Пропал пёс». По другой версии, «Пёс» кричали ещё в адрес Павла Садырина противники ЦСКА, а подобное прозвище экстраполировалось затем и на Газзаева. Скандирование не прекратилось и после ухода Газзаева из ЦСКА, звуча на матчах «Алании» и даже во время работы Газзаева в киевском «Динамо».

### «Динамо» Киев (2009—2010)
После ухода из ЦСКА Газзаева рассматривали в качестве кандидата как на пост главного тренера сборной ЮАР, так и на пост тренера донецкого «Шахтёра», куда Газзаев должен был со своим штабом прийти после ухода румынского специалиста Мирчи Луческу вне зависимости от результатов команды в новом сезоне. Луческу выиграл Кубок УЕФА в этом сезоне и остался на посту тренера: в итоге Газзаев 25 мая 2009 года был назначен на должность главного тренера киевского «Динамо», сменив на этом посту Юрия Сёмина и приступив к своим обязанностям 20 июня. Среди сделанных накануне нового сезона заявлений Газзаева было и крайне амбициозное — о его намерениях добиться с «Динамо» победы в розыгрыше Лиги чемпионов УЕФА. В сезоне 2009/2010 Газзаев сделал ставку на игроков дубля киевского «Динамо», включив в основной состав нападающего Андрея Ярмоленко, который стал левым вингером, и опорного полузащитника Евгения Хачериди, который был переквалифицирован в центрального защитника. Оба они наряду с Денисом Гармашем в дальнейшем стали игроками сборной Украины. Также в том сезоне за основу играли вратарь Максим Коваль и нападающий Роман Зозуля; в команду также вернулся её знаменитый воспитанник, нападающий Андрей Шевченко.
По ходу чемпионата Украины 2009/2010 команда Газзаева выдала серию из 22 беспроигрышных матчей, разгромив донецкий «Шахтёр» 3:0 и опережая «горняков» на 7 очков, однако в последние пять туров киевляне не просто растеряли своё игровое преимущество, но и отстали в итоге на шесть очков от «Шахтёра». Во многом недовольство болельщиков было вызвано ничьей с «Карпатами» и гостевым поражением от «Закарпатья», после которого вокруг клубного автобуса столпились недовольные фанаты, один из которых бросил пластиковую бутылку Газзаеву в лицо. В групповом этапе Лиги чемпионов УЕФА 2009/2010 «динамовцы» заняли 4-е место и не вышли даже в плей-офф Лиги Европы УЕФА, проиграв в последней встрече «Интернационале» 1:2, хотя за 4 минуты до конца матча вели 1:0. В квалификации Лиги чемпионов УЕФА 2010/2011 «Динамо» также уступило «Аяксу» по сумме двух встреч со счётом 2:3, а в групповом этапе Лиги Европы в первых двух турах набрало только одно очко, сыграв вничью с БАТЭ и проиграло «Шерифу». Вследствие неудовлетворительных результатов команды 1 октября 2010 года Газзаев подал в отставку.

### «Алания» (2011—2013)
11 января 2011 года Газзаев стал президентом «Алании», назначив тренером команды своего сына Владимира. «Алания», будучи командой ФНЛ в сезоне 2011/2012, вышла в финал Кубка России 2010/2011: все сыгранные матчи, начиная с 1/16 финала и заканчивая полуфиналом, завершались в основное и дополнительное время нулевой ничьей, а осетинский клуб выигрывал по пенальти, причём в четвертьфинале с турнира снялся «Сатурн» из Раменского. В финале «Алания» проиграла столичному ЦСКА 1:2, однако в связи с победой ЦСКА в чемпионате и выходом в групповой этап Лиги чемпионов УЕФА осетинская команда попала в 3-й раунд квалификации Лиги Европы УЕФА, где дошла до последнего раунда, проиграв там «Бешикташу». Летом 2012 года Газзаев вёл переговоры о своём назначении на пост главного тренера московского «Динамо», однако председатель совета директоров Василий Титов настаивал на приглашении Дана Петреску. Газзаев не смог переубедить Титова, заявив, что у него с ним расходятся взгляды «и на клуб, и на футбол в целом».
В сезоне 2012/2013 «Алания» вернулась в Премьер-Лигу. 14 ноября 2012 года Валерий Газзаев сменил Владимира на посту главного тренера, сохранив за собой пост президента клуба, проработав до лета 2013 года и уступив 10 июня пост сыну. Из-за серьёзных финансовых проблем команда вылетела из Премьер-Лиги, а в 2014 году обанкротилась и прекратила существование. По словам полузащитника клуба Ренана Брессана, ни Валерий Георгиевич, ни его сын Владимир не могли спасти команду, у которой были серьёзные проблемы с финансами. В отношении директора клуба Александра Стельмаха в октябре 2014 года завели уголовное дело по обвинению в растрате бюджетных средств. В феврале 2016 года Валерий Газзаев дал показания следствию, заявив, что все расходы из бюджета шли по решению наблюдательного совета: хотя изначально было принято решение прекратить преследование Стельмаха, 23 мая того же года уголовное дело было возобновлено.

### Иная футбольная деятельность
26 декабря 2012 года Газзаев был назначен на должность генерального директора Оргкомитета Объединённой футбольной лиги — проекта создания единого чемпионата России и Украины по футболу, который должен был стать одним из наиболее крупномасштабных футбольных проектов мира с ежегодным бюджетом в 1 млрд долларов. В 2012 или 2013 годах он обсуждал возможность стать главным тренером футбольного клуба «Динамо» (Москва), но стороны не сошлись на условиях.
В августе 2014 года Газзаев заявил, что в связи с политической обстановкой о проведении Объединённого чемпионата не может быть и речи, и 5 октября 2015 года проект официально прекратил существование. В 2016 году Газзаев был выдвинут Объединением отечественных тренеров по футболу (ООТФ) в качестве кандидата на пост президента Российского футбольного союза: будучи единственным соперником действовавшего главы Виталия Мутко, он набрал 142 голоса против 266 у Мутко.
В 2016 году отклонил предложение возглавить сборную России по футболу от Виталия Мутко, конкурентом которого на выборах главы РФС являлся.

## Статистика

### Клубная статистика
Статистика по данным сайта FootballFacts.
| Клуб                   | Сезон              | Чемпионат | Чемпионат | Кубок | Кубок | Еврокубки | Еврокубки | Всего | Всего |
| Клуб                   | Сезон              | Матчи     | Голы      | Матчи | Голы  | Матчи     | Голы      | Матчи | Голы  |
| ---------------------- | ------------------ | --------- | --------- | ----- | ----- | --------- | --------- | ----- | ----- |
| Спартак (Орджоникидзе) | 1970               | 0         | 0         | 0     | 0     | 0         | 0         | 0     | 0     |
| Спартак (Орджоникидзе) | 1971               | 1         | 0         | 0     | 0     | 0         | 0         | 1     | 0     |
| Спартак (Орджоникидзе) | 1972               | 20        | 3         | 0     | 0     | 0         | 0         | 20    | 3     |
| Спартак (Орджоникидзе) | 1973               | 32        | 6         | 1     | 0     | 0         | 0         | 33    | 6     |
| СКА (Ростов-на-Дону)   | 1974               | 12        | 1         | 1     | 0     | 0         | 0         | 13    | 1     |
| Спартак (Орджоникидзе) | 1975               | 33        | 14        | 1     | 0     | 0         | 0         | 34    | 14    |
| Локомотив (Москва)     | 1976 (весна/осень) | 25        | 4         | 1     | 0     | 0         | 0         | 26    | 4     |
| Локомотив (Москва)     | 1977               | 22        | 4         | 0     | 0     | 0         | 0         | 22    | 4     |
| Локомотив (Москва)     | 1978               | 25        | 6         | 8     | 4     | 0         | 0         | 33    | 10    |
| Динамо (Москва)        | 1979               | 31        | 10        | 7     | 4     | 2         | 1         | 40    | 15    |
| Динамо (Москва)        | 1980               | 30        | 9         | 2     | 0     | 3         | 1         | 35    | 10    |
| Динамо (Москва)        | 1981               | 32        | 15        | 7     | 2     | 0         | 0         | 39    | 17    |
| Динамо (Москва)        | 1982               | 29        | 12        | 5     | 1     | 0         | 0         | 34    | 13    |
| Динамо (Москва)        | 1983               | 29        | 11        | 3     | 1     | 0         | 0         | 32    | 12    |
| Динамо (Москва)        | 1984               | 32        | 8         | 5     | 2     | 3         | 5         | 40    | 13    |
| Динамо (Москва)        | 1985               | 14        | 5         | 3     | 0     | 0         | 0         | 17    | 5     |
| Динамо (Тбилиси)       | 1986               | 14        | 5         | 1     | 1     | 0         | 0         | 15    | 6     |
| Итого за карьеру       | Итого за карьеру   | 381       | 113       | 45    | 15    | 8         | 7         | 434   | 135   |

### Игры за сборную
| Матчи Валерия Газзаева за сборную СССР | Матчи Валерия Газзаева за сборную СССР | Матчи Валерия Газзаева за сборную СССР | Матчи Валерия Газзаева за сборную СССР | Матчи Валерия Газзаева за сборную СССР | Матчи Валерия Газзаева за сборную СССР | Матчи Валерия Газзаева за сборную СССР |
| №                                      | Дата                                   | Оппонент                               | Счёт                                   | Голы Газзаева                          | Соревнование                           |                                        |
| -------------------------------------- | -------------------------------------- | -------------------------------------- | -------------------------------------- | -------------------------------------- | -------------------------------------- | -------------------------------------- |
| 1                                      | 6 сентября 1978                        | Иран                                   | 1:0                                    | 0                                      | Товарищеский матч                      |                                        |
| 2                                      | 19 ноября 1978                         | Япония                                 | 4:1                                    | 2                                      | Товарищеский матч                      |                                        |
| 3                                      | 23 ноября 1978                         | Япония                                 | 4:1                                    | 0                                      | Товарищеский матч                      |                                        |
| 4                                      | 26 ноября 1978                         | Япония                                 | 3:0                                    | 1                                      | Товарищеский матч                      |                                        |
| 5                                      | 19 апреля 1979                         | Швеция                                 | 2:0                                    | 0                                      | Товарищеский матч                      |                                        |
| 6                                      | 5 мая 1979                             | Чехословакия                           | 3:0                                    | 0                                      | Товарищеский матч                      |                                        |
| 7                                      | 12 июля 1980                           | Дания                                  | 2:0                                    | 1                                      | Товарищеский матч                      |                                        |
| 8                                      | 23 марта 1983                          | Франция                                | 1:1                                    | 0                                      | Товарищеский матч                      |                                        |

Итого: 8 матчей (7 побед, одна ничья), 4 гола.
| Матчи Валерия Газзаева за олимпийскую сборную СССР | Матчи Валерия Газзаева за олимпийскую сборную СССР | Матчи Валерия Газзаева за олимпийскую сборную СССР | Матчи Валерия Газзаева за олимпийскую сборную СССР | Матчи Валерия Газзаева за олимпийскую сборную СССР | Матчи Валерия Газзаева за олимпийскую сборную СССР | Матчи Валерия Газзаева за олимпийскую сборную СССР |
| №                                                  | Дата                                               | Оппонент                                           | Счёт                                               | Голы Газзаева                                      | Соревнование                                       |                                                    |
| -------------------------------------------------- | -------------------------------------------------- | -------------------------------------------------- | -------------------------------------------------- | -------------------------------------------------- | -------------------------------------------------- | -------------------------------------------------- |
| 1                                                  | 20 июля 1980                                       | Венесуэла                                          | 4:0                                                | 0                                                  | Летняя Олимпиада 1980 года                         |                                                    |
| 2                                                  | 22 июля 1980                                       | Замбия                                             | 3:1                                                | 0                                                  | Летняя Олимпиада 1980 года                         |                                                    |
| 3                                                  | 24 июля 1980                                       | Куба                                               | 8:0                                                | 0                                                  | Летняя Олимпиада 1980 года                         |                                                    |
| 4                                                  | 27 июля 1980                                       | Кувейт                                             | 2:1                                                | 0                                                  | Летняя Олимпиада 1980 года                         |                                                    |
| 5                                                  | 29 июля 1980                                       | ГДР                                                | 0:1                                                | 0                                                  | Летняя Олимпиада 1980 года                         |                                                    |
| 6                                                  | 1 августа 1980                                     | Югославия                                          | 2:0                                                | 0                                                  | Летняя Олимпиада 1980 года                         |                                                    |
| 7                                                  | 18 мая 1983                                        | Болгария                                           | 2:2                                                | 2                                                  | Отбор на летнюю Олимпиаду 1984 года                |                                                    |
| 8                                                  | 26 мая 1983                                        | Греция                                             | 3:0                                                | 0                                                  | Отбор на летнюю Олимпиаду 1984 года                |                                                    |
| 9                                                  | 7 сентября 1983                                    | Венгрия                                            | 1:0                                                | 0                                                  | Отбор на летнюю Олимпиаду 1984 года                |                                                    |
| 10                                                 | 5 октября 1983                                     | Греция                                             | 3:1                                                | 0                                                  | Отбор на летнюю Олимпиаду 1984 года                |                                                    |
| 11                                                 | 12 октября 1983                                    | Болгария                                           | 0:0                                                | 0                                                  | Отбор на летнюю Олимпиаду 1984 года                |                                                    |

Итого: 11 матчей (8 побед, две ничьи, одно поражение), 2 гола.

### Тренерские выступления
| «Спартак» Орджоникидзе | 1989            | 31 марта 1991    | 86  | 36  | 22  | 28  | 41,86 |
| «Динамо» (Москва)      | 3 апреля 1991   | 18 сентября 1993 | 100 | 48  | 25  | 27  | 48,00 |
| «Алания»               | 14 декабря 1993 | 17 ноября 1999   | 215 | 103 | 45  | 67  | 47,90 |
| «Динамо» (Москва)      | 14 декабря 1999 | 16 апреля 2001   | 40  | 17  | 9   | 14  | 42,50 |
| ЦСКА                   | 10 ноября 2001  | 13 ноября 2003   | 74  | 44  | 13  | 17  | 59,45 |
| Сборная России         | 8 июля 2002     | 25 августа 2003  | 9   | 4   | 2   | 3   | 44,44 |
| ЦСКА                   | 13 июля 2004    | 5 декабря 2008   | 212 | 119 | 51  | 42  | 56,13 |
| «Динамо» (Киев)        | 25 мая 2009     | 1 октября 2010   | 59  | 38  | 11  | 10  | 64,41 |
| «Алания»               | 14 ноября 2012  | 10 июня 2013     | 15  | 2   | 3   | 10  | 13,33 |
| Всего                  | Всего           | Всего            | 786 | 402 | 172 | 212 | 51.14 |

## Тренерский стиль

### Принципы работы Газзаева
Во время своей тренерской карьеры Газзаев всегда ставил при подборе игроков на первый план характер футболиста, его индивидуальность и наличие бойцовских качеств, учитывая техническую оснащённость, физические кондиции и психологическую готовность к матчу. Тренируя владикавказский «Спартак», Газзаев впервые заставил российских игроков пересмотреть сложившееся предубеждение, по которому нападающие должны только атаковать, а защитники — только защищаться, и отказаться от привязанность к амплуа и привычному месту на поле. По мнению Газзаева, необходимо было начать прививать мысли о том, что команда может как атаковать, так и защищаться всем составом. При подготовке к матчам он, по словам врача ФК «Динамо» и сборной СССР Савелия Мышалова, заранее определял содержание каждой тренировки с учётом физиологии спорта, а также тщательно «выписывал сценарий» будущей игры.
Во время работы с московским «Динамо» в 1989—1991 годах Газзаев использовал многие идеи Михаила Якушина, который первым в СССР стал использовать тактику 4-2-4 и играть в четыре центральных защитника: для изучения тактики игры «динамовцев» в послевоенное десятилетие Газзаев обращался к архивным материалам о турне «Динамо» по Великобритании 1945 года, а позже использовал их для обучения футболистов не только контролю мяча, но и умению играть без мяча и вести контратакующую игру. Любовь Газзаева к атакующему стилю выражалась в том, что иногда он ставил в стартовый состав «Динамо» сразу четырёх нападающих — Игоря Колыванова, Сергея Кирьякова, Виктора Леоненко и Игоря Симутенкова, но не уделял должное внимание опорным полузащитникам и защитникам, которые должны были отбирать мяч у противника. Обеспечить баланс в обороне и атаке у «Динамо» он не смог: «динамовцы» эффектно играли в атаке, но плохо оборонялись, слишком медленно возвращаясь назад после атак. Во многом на видение Газзаевым командной игры повлияло изучение опыта игры итальянских клубов, показывавших выдающуюся игру в 1990-е, однако Газзаев следил за тенденциями и других европейских клубов: так, во время работы с «Аланией» он использовал популярный тогда принцип зонной защиты и расстановку с четырьмя защитниками. Только при работе с ЦСКА он сумел найти достойных игроков, умевших отбирать мяч у противника: среди подобных специалистов были Элвер Рахимич и Евгений Алдонин.
Газзаев уделял особое внимание срокам подготовки команд в межсезонье: в начале 2003 года ЦСКА затратил 45 дней на проведение тренировок и контрольных встреч, а в начале 2005 года на это ему было отведено всего 33 календарных дня (26 — тренировочные), за которые команда проделала большой объём подготовительной работы. Помимо этого, подобные циклы подготовок проходили в ЦСКА накануне старта нового европейского футбольного сезона в конце лета и по ходу российского чемпионата (так называемые «микроциклы»).

### Тактические расстановки
В 1999 году Газзаев под влиянием выступления «Милана» Альберто Дзаккерони в чемпионате Италии впервые опробовал с «Аланией» тактическую расстановку 3-5-2, играя в три центральных защитника. Журналисты говорили об «Алании» как о «революционном» клубе, использовавшим передовые достижения футбольной тактики и стратегии и игравшим в атакующий футбол, хотя линейный метод обороны осетин называли «владикавказским шлагбаумом». Позже Газзаев сделал расстановку 3-5-2 своей «визитной карточкой», применяя её в московском «Динамо» и ЦСКА. В его команде полузащитники играли роль универсалов, отрабатывая как в атаке, так и в обороне: их Газзаев называл «трудягами». Он отвергал идею использования в расстановке атакующего полузащитника (выступающего под нападающими), которого в футболе называют «диспетчером», «дирижёром» или «плеймейкером», настаивая именно на универсальной роли полузащитника, и утверждал, что в современном футболе не может быть роли плеймейкера, так как игроки средней линии должны участвовать как в оборонительных действиях, так и в атакующих: идеальным игроком подобного типа Газзаев называл Фрэнка Лэмпарда, отмечая также универсальность и Алессандро Дель Пьеро. Летом 2003 года Газзаев в интервью газете «Спорт-Экспресс» даже произнёс фразу «Футболиста по фамилии „Плеймейкер“ я не знаю», которую позже в шутку нередко повторяли другие тренеры, описывая модель игры с атакующим полузащитником. Расстановка ЦСКА немного изменилась после включения в команду Даниэля Карвальо на позицию атакующего полузащитника.
В команде, выигравшей Кубок УЕФА 2004/2005, Газзаев считал ключевыми игроками Евгения Алдонина и Элвера Рахимича, игравших на позиции опорников, а также атакующего полузащитника Даниэля Карвальо, которого он не называл «плеймейкером» из принципа (тот неважно выполнял оборонительные функции). При проведении атак мяч, как правило, шёл не через Алдонина или Рахимича, а через Юрия Жиркова и Чиди Одиа, которые следовали стандартному алгоритму: получить передачу от защитников на центральной линии и либо отдать в середину поля, либо совершить рывок и навесить в штрафную. На Карвальо при умении искать свободное пространство отдавали передачи не так часто, однако ему помогали в атаках Ивица Олич и Вагнер Лав, открывавшиеся на флангах. В обороне ключевую роль играли братья Василий и Алексей Березуцкие, хотя пресса неоднократно критиковала Газзаева за стремление выпускать их в стартовом составе клуба и даже за приглашение в сборную России. После победного для ЦСКА сезона Кубка УЕФА на расстановку 3-5-2 переключились многие тренеры ведущих европейских клубов.
Некоторое время Газзаев экспериментировал со схемой 3-4-1-2, применяя разные её варианты. Вариант 3-4-2-1 использовался в случае травм Ивицы Олича: в группу атаки входили Вагнер Лав как чистый нападающий, иногда смещавшийся вперёд Даниэль Карвальо и Милош Красич. Весной 2006 года Газзаев испытал схему 3-2-3-2, разместив на позиции левого полузащитника Жо: по его словам, этот вариант схемы «дубль-вэ» приносил пользу команде. Во второй половине чемпионата России 2008 года Газзаев перешёл на схему игры в четыре защитника, поскольку в связи с уходом из команды Дуду, Жо и Карвалью играть в три защитника становилось тяжело в связи с необходимостью иметь великолепную физическую подготовку, а многие футбольные клубы уже перешли на тактику с тремя нападающими: группа атаки ЦСКА вследствие этого расширилась до 4 игроков. В том году в команде дебютировали Алан Дзагоев и Павел Мамаев, что немного помогло разгрузить Красича и Жиркова и снять с них часть обязанностей работы в обороне. Расстановку Газзаева в дальнейшем трактовали как 4-5-1, 4-2-3-1 или 4-3-3, при которой Жирков и Красич играли роль нападающих, а иногда к ним добавлялся и Дзагоев, что приводило к трансформации схемы в 4-2-4.

### Тренерская экспрессивность и эмоциональность
В «Динамо» Газзаев заслужил репутацию тренера, который отстаивал свою точку зрения по любому вопросу и не шёл на поводу у клубного руководства. В частности, в канун гостевого матча против «Русенборга» Газзаев повздорил с президентом Николаем Толстых, который предлагал четырёхзвёздочный отель в 40 минутах от стадиона, и заставил его добиться размещения команды в пятизвёздочном в пяти минутах. Тем не менее, энергичный и экспрессивный Газзаев умел психологически настраивать своих игроков на матч, передавая им свои эмоции, за что получил негласное прозвище «настройщик». Так, игру сборной России в начале своей работы он называл «игрой сердцем», противопоставляя её аморфной «игре телом», характерной для команды Романцева на чемпионате мира 2002 года (россияне обыграли Ирландию и Албанию). После двух поражений от Албании и Грузии, в которых россияне продемонстрировали неубедительную игру, пресса напомнила, что команда должна играть не только сердцем, «но ещё ногами и головой», а имевший место эмоциональный всплеск привёл, по мнению прессы, не к переменам в отечественном футболе, а к созданию иллюзии подобных перемен.
Газзаев был крайне эмоциональным тренером и мог переходить от одной крайности в другую. В частности, в начале своего пребывания на посту тренера сборной России он намеревался провести полное омоложение состава, осознанно отказываясь от услуг многих ветеранов и осознавая риск того, что качественных игроков «среднего возраста» в команде попросту нет. Перед началом отбора к чемпионату Европы 2004 года Газзаеву пришлось вернуть Виктора Онопко как одного из немногих высококлассных защитников. Ещё до решения о возвращении Онопко он назначил Егора Титова капитаном сборной, демонстрируя отсутствие клубных пристрастий, однако смысл этого решения так и остался непонятым прессой, поскольку Титов весной 2003 года в сборную не вызывался. Газзаев стал чаще приглашать в сборную игроков ЦСКА, хотя для некоторых из них эти вызовы стали единственными в карьере, и при этом игнорировать ряд российских игроков, которые в какой-то момент вели переговоры с ЦСКА, но не перешли в клуб Газзаева, что, по мнению критиков, могло уязвить его самолюбие. Ещё одной крайностью Газзаева стали многочисленные перестановки в составе сборной, которые выражались не только в призыве многочисленных дебютантов (в 2003 году в матчах против Грузии и Швейцарии Газзаев делал по шесть перестановок по сравнению с предыдущими встречами). Для него, как и для других тренеров сборной России, была характерна частая перетасовка амплуа игроков, которых он ставил на несвойственные позиции: так, в матче со сборной Грузии Сергей Семак оказался выдвинут на острие атаки, а Дмитрий Аленичев ушёл играть правого полузащитника, чего не делал на протяжении шести лет.
Критику прессы в случае неудач Газзаев воспринимал очень остро, обвиняя общественность в желании «закопать» команду в трудный момент, называя даже справедливые критические замечания прессы «помоями» и не признавая своей ответственности за отрицательный результат. По его словам, острая критика в адрес сборной поступала именно в тот момент, когда команде необходимо было «чуть-чуть потерпеть». Газзаев нередко критиковал президента РФС Вячеслава Колоскова, утверждая и о его ответственности за неудачные выступления сборной и слабую тренерскую работу. По мнению Игоря Рабинера, Газзаеву при его энергичности не хватало житейской мудрости, вследствие чего к нему сложилось неоднозначное отношение в отечественном футболе.

## Достижения

### Как игрок

#### Командные
«Динамо» (Москва)
- Обладатель Кубка СССР: 1984
- Лучший бомбардир Кубка обладателей кубков УЕФА: 1984/1985 (5 голов)

Сборная СССР
- Бронзовый призёр Олимпийских игр: (1) 1980
- Чемпион Европы среди молодёжных команд: (2) 1976 (не старше 23 лет), 1980 (не старше 21 года)

#### Индивидуальные
- Член списка 33 лучших футболистов сезона: 1978 (№ 2), 1981 (№ 2)[244]

### Как тренер

#### Командные
«Алания»
- Чемпион России: 1995
- Победитель Первой лиги: 1990
- Серебряный призёр чемпионата России: 1996
- Итого: 1 трофей

«Динамо» (Москва)
- Бронзовый призёр чемпионата России: 1992

ЦСКА
- Чемпион России (3): 2003, 2005, 2006
- Обладатель Кубка России (4): 2001/02, 2004/05, 2005/06, 2007/08
- Обладатель Суперкубка России (2): 2006, 2007
- Обладатель Кубка УЕФА (1): 2004/05
- Серебряный призёр чемпионата России: 2002, 2004, 2008
- Бронзовый призёр чемпионата России: 2007
- Финалист Суперкубка России: 2003
- Финалист Суперкубка УЕФА: 2005
- Итого: 10 трофеев

«Динамо» (Киев)
- Обладатель Суперкубка Украины: 2009
- Серебряный призёр чемпионата Украины: 2009/10
- Итого: 1 трофей

#### Индивидуальные
- Футбольный тренер сезона в Европе[англ.]: 2004/2005

## Награды

### Государственные
- Орден «За заслуги перед Отечеством» III степени (6 августа 2024) — за большой вклад в развитие и популяризацию отечественного спорта[245]
- Орден Почёта (12 июня 2006) — за большой вклад в развитие отечественного футбола и высокие спортивные достижения[246]
- Орден Дружбы (25 декабря 1995) — за большой личный вклад в развитие отечественного футбола[247]
- Орден Дружбы (11 августа 2014, Южная Осетия) — за личный вклад в укрепление дружественных отношений между народами, большие заслуги в развитии отечественного футбола, высокие спортивные достижения и в связи с 60-летием со дня рождения[248]
- Именное холодное оружие от Председателя Счётной палаты РФ Сергея Степашина (май 2005) — шашка[249]
- Именное огнестрельное оружие от Министра обороны РФ Сергея Иванова (ноябрь 2005) — пистолет Ярыгина[249]
- Заслуженный тренер России (19 мая 2005)[250]
- Благодарность Правительства Российской Федерации (16 декабря 2019) — за большой вклад в развитие российского парламентаризма и активную законотворческую деятельность[251]

### Частные
- Почётный знак «Спортивная слава России» I степени (23 мая 2005) — за выдающиеся заслуги в области спорта[252]
- Лауреат национальной премии «Россиянин года» (9 июня 2005)[253][254]
- Лауреат международной премии Андрея Первозванного «За веру и верность» (14 декабря 2005) — за выдающийся вклад в становление российского спорта и укрепление престижа страны[255]
- MTV Russia Music Awards: Free Your Mind Award (2005)[256]
- Лауреат премии «Спорт и Россия — 2015» (14 марта 2015) — за программу развития и реформирования профессионального футбола в России «Футбольная Россия: время перемен» (номинация «Лучшая программа по развитию профессионального спорта в России»)[257]

## Политическая деятельность
В июле 2011 года вступил в партию «Правое дело», возглавляемую на тот момент Михаилом Прохоровым. В 2012 году являлся доверенным лицом премьер-министра и кандидата в президенты РФ Владимира Путина. 13 июня 2013 года вступил в движение «Народный фронт за Россию» в рамках Общероссийского народного фронта. С 26 июня 2016 года — член партии «Справедливая Россия». 18 сентября 2016 года был избран в Государственную думу VII созыва от партии «Справедливая Россия», возглавляя северокавказскую региональную группу партийного списка партии «Справедливая Россия». В Госдуме возглавил Комитет по делам национальностей. С 4 февраля 2020 года был заместителем председателя Комитета по физической культуре, спорту, туризму и делам молодёжи. По итогам выборов в Госдуму 2021 года не был переизбран.
В 2017 и 2018 годах Газзаев выступал в «Прямой линии с Владимиром Путиным», в ходе которой подвергался осмеянию и критике за неуместные реплики. Во время первой линии (15 июня 2017 года) Газзаев задал вопрос Путину о возможном результате выступления сборной России на домашнем чемпионате мира, а когда Путин сам переспросил Газзаева, то последний заявил о полном своём согласии с мнением президента, хотя тот никакого мнения не высказывал. Во время второй линии (7 июня 2018 года) после предложения задать вопрос Газзаев, упомянув о разработке некоей программы реформирования российского футбола, обратился с просьбой к Путину обязательно оставить футбол в центре личного внимания президента. Конкретного вопроса он не задал даже вопреки многочисленным напоминаниям, вместо этого произнеся монолог в поддержку Путина с перечислением святых ему в помощь — «чтобы Господь охранял, святой Георгий сопутствовал во всех начинаниях, а Николай Чудотворец дарил крепкое здоровье и удачу».

## Личная жизнь

### Семья
Супруга Валерия Газзаева — Бэлла Викторовна, племянница футбольного тренера Казбека Туаева; её отец Виктор Петрович работал начальником цеха консервного завода, а мать Ульяна Владимировна — закройщицей в ателье. По словам Газзаева, они познакомились в результате ДТП, когда Валерий, приобретя новые «Жигули», разбил их и после этого решил пристроить в доме брата Туаева, где и проживала Бэлла. Свадьба состоялась 11 декабря 1976 года во Владикавказе. Дети: сыновья Владимир (род. 1 июля 1980, футболист и футбольный функционер, в своё время работал в федеральном арбитражном суде Московского округа) и Аслан (род. 13 декабря 1981 года, бизнесмен, юрист по образованию), дочь Виктория (род. 11 января 1994 года, профессионально занималась теннисом). Валерий Георгиевич приходится родственником футбольному тренеру Юрию Фарзуновичу Газзаеву, полузащитнику Руслану Газзаеву и вратарю Алексею Прудникову.

### Хобби и привычки
В прессе и среди болельщиков Газзаев характеризуется как импульсивный и вспыльчивый человек, крайне остро переживающий по поводу происходящих на поле событий. Помимо футбольных команд, с которыми работал Газзаев, он также симпатизирует баскетбольному ЦСКА. Изучал немецкий язык в школе, самостоятельно изучал итальянский в преддверии назначения на пост тренера «Фоджи»; с родственниками общается свободно на осетинском. Одним из его друзей является дирижёр Валерий Гергиев, на свадьбу которого Газзаев улетел в октябре 1999 года, даже пропустив ради этого матч против «Уралана» в Элисте. Газзаев также увлекается чтением исторических романов (нередко цитировал различные художественные произведения в интервью и на пресс-конференциях) и просмотром художественных фильмов «со смыслом», иногда посещает театр. Коллекционирует холодное и огнестрельное оружие, увлекается игрой в большой теннис.
Одной из привычек Газзаева было курение, которым он увлёкся приблизительно в 1975 году. Первую попытку отказаться от курения предпринял в 1992 году после встречи с Теле Сантана, который тогда тренировал «Сан-Паулу» и запрещал своим игрокам курить. Перед началом чемпионата России 1999 года Газзаев бросил курить, продержавшись 8 месяцев, в течение которых набрал значительный вес (11 кг) и перенёс летом гипертонический криз. После победы в Кубке УЕФА Газзаев окончательно отказался от курения (в том же году впервые был наказан КДК РФС за курение на тренерской скамье). К алкоголю относился «спокойно», впервые попробовав его в возрасте 32 лет. По словам Василия Уткина, Валерий Георгиевич и его сын Владимир в 2000-е годы также любили проводить время в казино.

### Связь с Цхинвалом
В Цхинвале имя Валерия Газзаева носит одна из улиц, получившая имя после победы ЦСКА в Кубке УЕФА. Газзаев неоднократно посещал Цхинвал: 23 августа 2008 года на «матче дружбы», проходившем в память о погибших в результате недавних боевых действий, он выступил с речью (игра завершилась вничью 3:3). Газзаев осуждает грузино-осетинский конфликт, называя его попыткой политиков рассорить народы и отмечая, что многие его друзья живут в Тбилиси.

## Книги
- В. Г. Газзаев, А. Н. Зинин. Приговорён к победе. — М.: Новости, 2006. — 193, [4] с. — ISBN 5-88149-224-2.
- В. Г. Газзаев. Путь воина. Тренер-победитель о секретах успеха. — М.: Эксмо, 2016. — 384 с. — ISBN 978-5-699-89260-0.

## Комментарии
1. ↑  10 матчей весной и 15 осенью[210].
2. ↑  3 гола весной и один осенью[210].
3. ↑  Сыгран во время весенней части чемпионата высшей лиги[210].
4. ↑  11 матчей весной и 15 осенью[210].
5. ↑  Без учёта двух матчей в дубле[210].
6. ↑  Здесь учитываются матчи чемпионатов СССР 1989 года в Первой лиге (42 матча)[212], 1990 года в Первой лиге (38 матчей)[213], 1991 года в Высшей лиге (4 матча)[214], Кубков СССР 1989/1990 (1 матч)[215] и 1990/1991 (1 матч)[216]
7. ↑  По другим данным — 73 матча (43 победы, 13 ничьих, 17 поражений)[218]
8. ↑  Не учитывается матч сборных России и сборных легионеров РФПЛ от 30 июня 2003 года (5:2)
9. ↑  По другим данным — 213 матчей (121 победа, 50 ничьих, 42 поражения)[218]
10. ↑  Различные источники указывают разные степени родства: двоюродный[274][275], троюродный брат[276], дядя[277] или говорят о том, что точная степень родства неизвестна[278]